# Seinfeld
Pour les articles homonymes, voir Seinfeld (homonymie).
Seinfeld est une série télévisée humoristique américaine constituée de 180 épisodes de 23 minutes créée par Jerry Seinfeld et Larry David et diffusée du 5 juillet 1989 au 14 mai 1998 sur le réseau NBC.
En France, la série est diffusée sur Canal Jimmy le 27 octobre 1993, puis Canal+. En Belgique et en Suisse la série a été diffusée respectivement sur Be Séries et la TSR. Depuis le 1er octobre 2021, Seinfeld est disponible sur Netflix et depuis le 8 avril 2025 sur Sony One.
Située principalement à New York, dans un quartier de l'Upper West Side, au nord-ouest de l'arrondissement de Manhattan, la série met en scène le quotidien de Jerry Seinfeld, artiste juif émergent du stand-up new-yorkais, trentenaire et de ses trois amis, George Costanza, son ami d'enfance névrosé et malchanceux, Elaine Benes, son ancienne petite amie, facétieuse, ambitieuse et éternelle insatisfaite et enfin Kramer, son voisin de palier, loufoque et passablement antisocial mais sympathique et charismatique. La série est considérée comme « a show about nothing » (« une série sur rien ») car les épisodes s'inspirent de la vie quotidienne ordinaire et ses tracas.
Seinfeld est considéré comme la meilleure sitcom de tous les temps par le magazine Vanity Fair. La série a été classée parmi les meilleures émissions de télévision de tous les temps dans des publications telles que Entertainment Weekly, Rolling Stone et TV Guide. Les épisodes les plus renommés de la série sont Faim cruelle (The Chinese Restaurant), Le Parking (The Parking Garage), et Onaniste qui mal y pense (The Contest). En 2013, la Writers Guild of America a établi un classement des séries les mieux écrites de tous les temps et l'a classée au deuxième rang derrière Les Soprano.
La série est la sitcom la plus lucrative de l'histoire de la télévision américaine. Elle a généré plus de 2,7 milliards de dollars de revenus entre la fin de la diffusion des épisodes inédits en 1998 et l'année 2010. Les revenus du câble représentent près de 380 millions de dollars. Elle totalise la troisième plus grande audience pour un épisode final avec 76,3 millions de téléspectateurs.

## Synopsis
Jerry Seinfeld, artiste new-yorkais de stand-up, trentenaire, vivant dans un quartier de l'Upper West Side, passe son temps entre ses shows et ses trois amis : George Costanza, son ami d'enfance névrosé et malchanceux, Elaine Benes, son ancienne petite amie et éternelle insatisfaite et enfin Kramer, son voisin de palier, loufoque mais sympathique.
Quand l'appartement de Jerry n'est le lieu de rendez-vous des personnages principaux, ils se retrouvent au Monk's Café pour parler de tout et de rien. Jerry est un maniaque de la propreté, bavard et immature, incapable de garder une petite amie plus d'une semaine. Issu d'une famille juive, il excelle néanmoins dans l'art de se moquer de sa propre religion. Ses centres d’intérêt sont le héros de bande dessinée Superman, l'équipe de baseball des Mets de New York et les céréales, qu'il mange à toute heure.
Jerry se retrouve souvent avec ses amis dans des situations embarrassantes. Il est aussi en conflit avec Newman, son voisin du dessus, employé de la poste et meilleur ami de Kramer. Son milieu familial est également très présent, avec ses parents Morty et Helen Seinfeld ainsi que son oncle Léo.

## Fiche technique
Sauf indication contraire, les informations mentionnées dans cette section peuvent être confirmées par la base de données cinématographiques IMDb,  présente dans la section « Liens externes ».
- Pays d'origine :  États-Unis
- Saisons diffusées : 9
- Créateurs : Larry David et Jerry Seinfeld
- Producteurs exécutifs : Fred Barron (1989-1998), Alec Berg (1989-1998), Larry David (1989-1998), Jeff Schaffner (1989-1998), Jerry Seinfeld (1989-1998), George Shapiro (1989-1998) et Howard West (1989-1998)[1]
- Sociétés de production : Castle Rock Entertainment, West-Shapiro
- Scénarios : Larry David et Jerry Seinfeld (172 épisodes ; 1989-1998), Peter Mehlman (40 épisodes ; 1991-1998), Carol Leifer (40 épisodes ; 1993-1996), Alec Berg (33 épisodes ; 1994-1998), Jeff Schaffer (33 épisodes ; 1994-1998) et Andy Robin (31 épisodes ; 1993-1998)[a]
- Réalisation : Andy Ackerman (87 épisodes ; 1994-1998), Tom Cherones (80 épisodes ; 1990-1998), David Steinberg (4 épisodes ; 1991-1998), D. Owen Trainor (4 épisodes ; 1994-1998), Joshua White (3 épisodes ; 1991-1998), Jason Alexander (3 épisodes ; 1992-1998) et Art Wolff (1 épisodes ; 1989)
- Musique : Jonathan Wolff
- Diffuseur : National Broadcasting Company (première diffusion ; 1990-1998), Sony Pictures Home Entertainment (sortie en DVD ; 2004-2007), Netflix (depuis 2021) et Turner International Canada
- Lieu de tournage : CBS Studio Center, Los Angeles (Californie, États-Unis)
- Année de création : 1989
- Durée moyenne d'un épisode : 22 minutes
- Format d'image : couleur ; 4:3 (16:9 sur Netflix)
- Son : Dolby

## Production

### Création

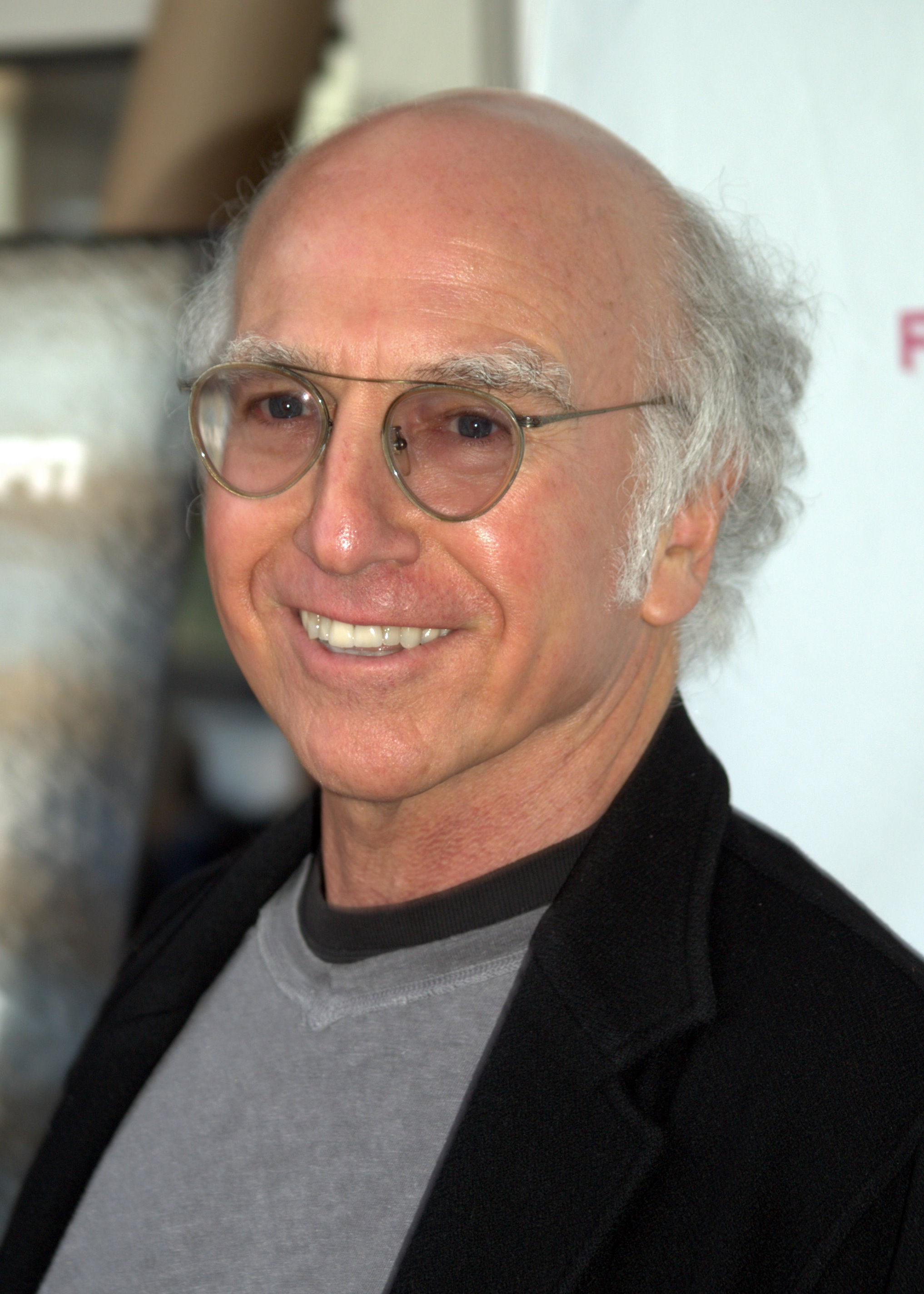
Larry David, le cocréateur de la sitcom avec Jerry Seinfeld.

Larry David et Jerry Seinfeld se rencontrent en 1976 dans le bar Catch a Rising Star à New York,. Seinfeld débute alors dans le monde du stand-up, et la paire se trouve une passion commune pour les « petits tracas de la vie », qu'ils exploitent autant dans leurs routines que dans les conversations qu'ils ont ensemble. Autres points communs, David et Seinfeld ont tous deux grandi à New York, dans des familles juives, et ils pratiquent l'humour d'observation. Les deux ont cependant une relation avec le public totalement différente : pendant que Seinfeld devient de plus en plus connu dans le milieu grâce à son approche inoffensive, Larry David est peu sûr de lui et se met facilement son public à dos.
En 1988, la National Broadcasting Company (NBC) approche Jerry Seinfeld pour la création d'une série, mais il n'a pas d'idée précise et n'a jamais écrit pour la télévision,. Un soir, alors qu'ils se sont les deux produits au Catch a Rising Star, Seinfeld demande de l'aide à Larry David, le seul scénariste qu'il connaisse, qui a notamment écrit pour Saturday Night Live. Au courant de la soirée, ils se rendent dans une épicerie coréenne et se retrouvent à se moquer de ce qu'ils y trouvent, David déclarant « c'est le genre de discussion qu'on ne voit pas à la télévision. […] C'est ce que la série devrait être »,.
Le lendemain, après avoir donné un spectacle chacun au Improv, David et Seinfeld se revoient au Westway Diner afin de travailler l'idée. Ils y trouvent le principe fondamental de la série : voir un comédien trouver de nouvelles blagues à travers son quotidien, puis voir ces blagues à la fin de l'épisode. Cela plaît particulièrement à Seinfeld, qui souhaite jouer un personnage inspiré de lui-même depuis que la NBC l'a approché.
L'idée convient à la NBC, qui propose aux deux d'écrire un special de 90 minutes nommé Seinfeld’s Stand-Up Diary. Jerry Seinfeld ne se sent cependant pas capable d'écrire un script aussi long. Seinfeld et David se concentrent alors sur un scénario de 30 minutes, qu'ils terminent en février 1989. Ils se rendent alors compte qu'ils ont suffisamment d'idées pour écrire une sitcom. Ils se préparent dès lors à demander à la NBC de transformer le special en série, ce qui requiert aux deux de trouver un studio finançant leur projet ; pour ce faire, l'agent de Seinfeld George Shapiro contacte Castle Rock Entertainment, une société co-fondée par son cousin Rob Reiner, qui accepte de financer la série puisque David et Seinfeld ont déjà un accord avec la NBC.
Le projet de sitcom plaît à la NBC, qui le découvre lors d'une présentation de Jerry Seinfeld et Larry David. Les dirigeants de la NBC proposent cependant un ajustement : ils souhaitent que la série soit filmée avec plusieurs caméras et devant une audience, comme la plupart des comédies télévisées depuis les années 1950, plutôt que comme un film, avec une seule caméra, comme l'ont imaginé Seinfeld et David. Ce dernier proteste d'abord grandement le changement ; il accepte finalement après s'être rappelé le salaire qu'il recevrait pour le pilote, 25 000 $. Le pilote, alors appelé The Seinfeld Chronicles, est dès lors en production.

### Distribution artistique

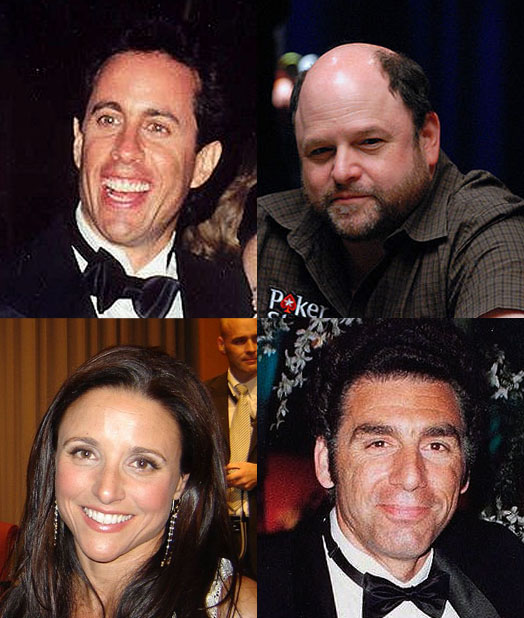
Dans le sens des aiguilles d'une montre, en partant du haut à gauche : pour accompagner Jerry Seinfeld, qui produit et écrit la série, les rôles principaux sont tenus par Jason Alexander (George Costanza), Michael Richards (Kramer) et Julia Louis-Dreyfus (Elaine Benes).

Bien que Jerry Seinfeld écrive et joue dans la série, Larry David se sent incapable d'assurer les deux rôles. C'est pour cette raison que la paire crée George Costanza, un personnage voulu similaire à Larry David mais qui offre un certain contraste par rapport au personnage de Jerry. En écoutant une plainte de Castle Rocks, qui trouve initialement George et Jerry trop similaires, le directeur de casting Marc Hirschfeld auditionne des dizaines d'acteurs, parmi lesquels Nathan Lane, Danny DeVito, Steve Buscemi, David Alan Grier, Brad Hall (en), Anthony Edwards et Larry Miller. C'est finalement Jason Alexander, au physique inverse de celui de Seinfeld — petit, trapu et chauve —, qui est retenu. Celui-ci est repéré par Rob Reiner dans la pièce Jerome Robbins' Broadway, et il a déjà travaillé avec Hirschfeld pour le casting de la série E/R. Alexander auditionne d'abord par vidéo depuis New York, où il vit, avant d'être retenu pour une séance à Los Angeles. Il retourne directement après son audition à New York ; avant même d'avoir atterri à l'aéroport John F. Kennedy, il reçoit une offre pour le rôle.
Le rôle du voisin Kramer est très tôt associé à Michael Richards, qui a joué avec Larry David dans la série Fridays au début des années 1980. Richards a alors l'habitude de voler la vedette grâce à son explosivité, ses membres allongés et son visage très expressif. Il est en compétition notamment avec Tony Shalhoub et Larry Hankin, mais dès sa rencontre avec Jerry Seinfeld, avec qui il sent immédiatement une symbiose, il sait qu'il va avoir le rôle. Lors de la dernière audition devant les dirigeants de la NBC et les producteurs de la série, Richards donne toute son énergie. Une fois sorti, Brandon Tartikoff, responsable du divertissement de la NBC déclare « Bon, si vous voulez du drôle… », Richards n'ayant plus laissé aucun doute.
Le dernier rôle principal à être choisi est celui de Claire, une serveuse au Pete's, un diner où George et Jerry ont leurs nombreuses discussions. La candidate la plus crédible est Lee Garlington, une rousse au style similaire à Stockard Channing. Son audition est inhabituelle pour elle : elle doit dire son texte devant Seinfeld et un autre acteur assis à une table de restaurant installée dans la salle de casting. Seinfeld est immédiatement convaincu et elle décroche le rôle. Claire pose cependant un problème à Warren Littlefield, le responsable du développement de la NBC : un personnage qui travaille comme serveuse aurait du mal à quitter son lieu de travail pour s'impliquer dans les aventures des autres personnages. De plus, selon Jason Alexander, durant le tournage du pilote, Garlington aurait énervé Larry David en proposant plusieurs ajustements à son personnage, ce que David aurait interprété comme une critique de son travail. Lorsqu'une saison 1 complète est finalement annoncée, son contrat n'est pas renouvelé. Alors qu'il ne reste plus que Jerry, George et Kramer, la NBC insiste pour qu'un personnage féminin égal aux autres soit inclus dans la série. Les actrices Patricia Heaton, Megan Mullally et Rosie O'Donnell sont alors considérées, mais Larry David, qui a travaillé avec Julia Louis-Dreyfus lors de son passage à Saturday Night Live, propose son nom dès qu'il apprend qu'elle est libre de tout contrat. Lors de son audition avec David et Seinfeld, ce dernier trouve immédiatement qu'elle complèterait bien George et Kramer. Elle est initialement hésitante, car le projet n'est pas très attrayant pour sa carrière et elle pense que la série « sera annulée dans une semaine », mais elle finit par accepter le rôle d'Elaine Benes car elle n'a pas vraiment de projet comparable à sa disposition à ce moment-là.

### Inspirations

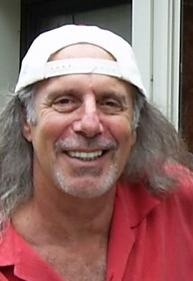
Le comédien Kenny Kramer, qui sert de base au personnage de Kramer dans la série.

De nombreux épisodes de Seinfeld sont basés sur les expériences réelles des scénaristes, ces expériences étant réinterprétées pour les intrigues des personnages. Par exemple, dans l'épisode Vengeance (The Revenge), l'histoire de Georges est basée sur l'expérience de Larry David. L'épisode Le Pari (The Contest) est également basé sur les expériences de Larry David. Le scénario de La Petite Odeur (The Smelly Car) est basé sur l'ami de l'avocat de Peter Mehlman, qui ne pouvait pas sentir l'odeur de sa voiture. L'épisode Dans la soupe (The Strike) est basé sur le père de Dan O'Keefe, qui a créé ses propres vacances (Festivus).
Le personnage de Kramer est inspiré par une personne réelle, Kenny Kramer, le plus proche voisin de Larry David. Comme dans Seinfeld, Larry David et Kenny Kramer ne fermaient pas à clefs leurs appartements pour leur permettre d'aller et venir à leur guise. Initialement, Jerry Seinfeld et Larry David avaient voulu appeler leur personnage Kessler. Cependant, ils finirent par le nommer Kramer, malgré le risque que Kenny Kramer veuille tirer profit de l'utilisation de son nom. Kenny Kramer s'est contenté de demander à Jerry Seinfeld et Larry David de lui payer 1 000 dollars pour l'utilisation de son image. Bien que cela ne semble pas beaucoup, Kenny Kramer a pu profiter de son association avec la série pour finalement créer le Kramer Reality Tour, un trajet en bus autour de New York centré sur Seinfeld. Kenny Kramer a intenté un procès contre Fred Stoller. Ce dernier avait écrit un livre sur le Kramer Reality Tour en y mettant des commentaires désobligeants. La Cour suprême de New York a donné raison à Kenny Kramer et ce dernier a obtenu 1 million de dollars.
Larry David a longtemps été considéré comme l'inspiration du personnage de George Costanza. Cependant, le personnage porte le nom d’une autre personne réelle, Mike Costanza, un ami de Jerry Seinfeld. Mike Costanza n'était pas très content de ça. Il a non seulement écrit un livre intitulé The Real Seinfeld, tel que raconté par le vrai Costanza, mais a également lancé un procès de 100 millions de dollars contre Seinfeld et les producteurs de la série pour avoir porté atteinte à sa vie privée, ruiné sa réputation et provoqué une détresse émotionnelle. Mike Costanza a déclaré à ABC News toutes les ressemblances entre son jumeau télévisuel : « George est chauve. Je suis chauve ». « George est trapu. Je suis trapu ». « George et moi sommes allés au Queens College avec Jerry ». « George Costanza avait un faible pour les salles de bain et les parkings. Moi aussi ». L'affaire a finalement été classée, le juge ayant expliqué que le délai de prescription était épuisé à l'issue d'une action en justice, arguant que cela aurait dû être signifié lors de la première diffusion de l'épisode en 1989.
Dans l'épisode Le Cuistot nazi (The Soup Nazi), le vendeur de soupe, appelé The Soup nazi, est basé sur une personne réelle, Al Yeganeh, un vendeur de soupe réputé pour sa méchanceté, son manque de sympathie et connu pour ses règles strictes avec ses clients. Ce n’était pas la première fois qu’une version fictive de Yeganeh était créée, un personnage similaire est repris dans le film Quand Harry rencontre Sally. Au cours d'une interview avec CNN, Al Yeganeh a qualifié Seinfeld de clown, trouvant l'utilisation de « nazi » scandaleuse. Lorsque l'intervieweur a répondu qu'il était célèbre grâce à Jerry Seinfeld, Al Yeganeh a répondu que c'était l'inverse : « Non. Il m'a rendu la gloire. Je l'ai rendu célèbre ». Seinfeld a ensuite été banni à vie de son restaurant de soupe. Toute personne mentionnant le mot « nazi » encourt également une interdiction.

#### The Puffy Shirt

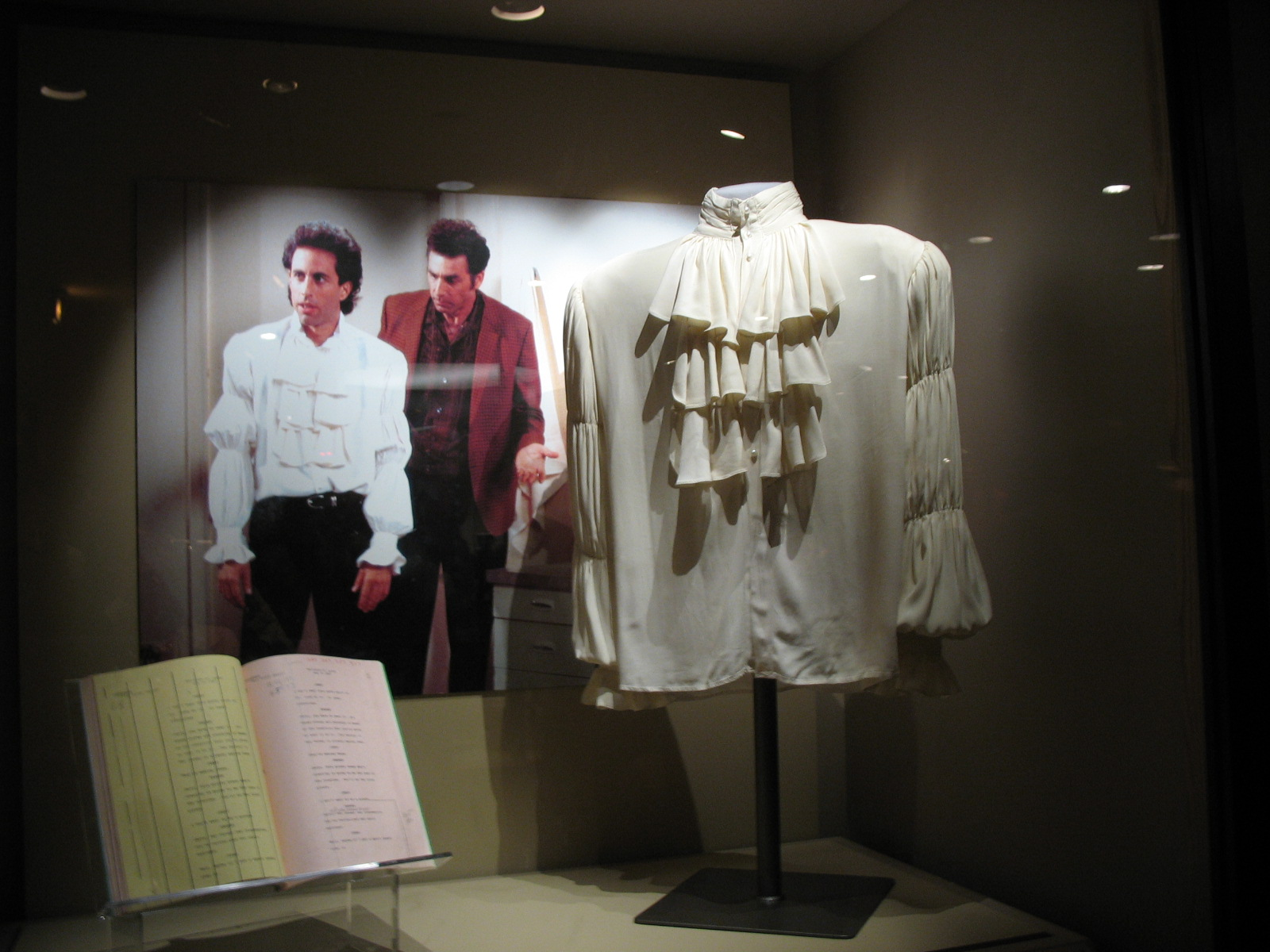
La chemise Puffy affiché au Musée national d'histoire américaine.

### Thème
L'originalité de la série repose sur la façon dont les quatre personnages transforment le quotidien, a priori banal et sans grand intérêt, en situations loufoques. Ils s'attaquent à tous les sujets sans aucun tabou, offrant aux téléspectateurs des dialogues acérés, parfois cruels, mais toujours brillants. Contrairement à la plupart des sitcoms, le sujet de chaque épisode tourne autour d'un petit détail de la vie quotidienne comme attendre dans la queue d'un cinéma, sortir pour dîner ou acheter un costume.
La série se distingue aussi des autres sitcoms par le fait qu'elle n'est pas centrée autour de leçons morales. En effet, les personnages sont souvent immoraux et durs, mais néanmoins drôles. Par exemple, dans l'épisode L'Éponge (The Sponge), Jerry s'inquiète car la fille avec laquelle il sort est très belle. Seinfeld ne s'intéresse jamais au côté dramatique des thèmes dans ses épisodes, malgré certains évènements tragiques comme la mort de certains personnages. Jason Alexander a dit qu'il trouvait que Seinfeld était une série très sombre avec des personnages très sombres aussi, mais réalisée avec un casting aussi parfait, cela rend le spectacle presque léger.

### Scénaristes

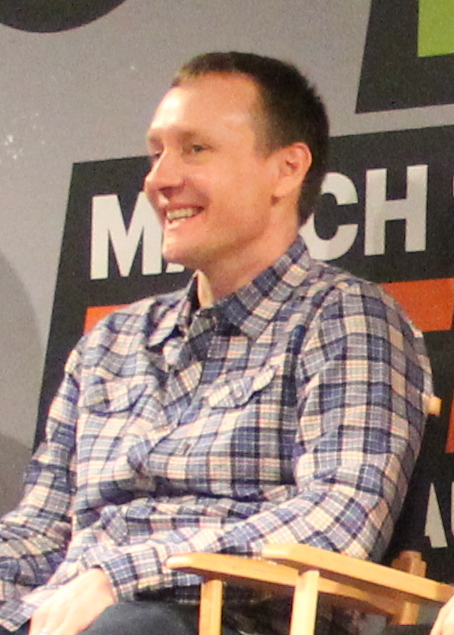
Alec Berg, scénariste de la série.

Plusieurs scénaristes ont participé tout au long de la série comme Larry Charles, Peter Mehlman, Gregg Kavet, Carol Leifer, David Mandel, Jeff Schaffer, Steve Koren, Jennifer Crittenden, Tom Gammill, Max Pross, Dan O'Keefe, Charlie Rubin, Marjorie Gross, Alec Berg, Elaine Pope et Spike Feresten.

### Structure des épisodes

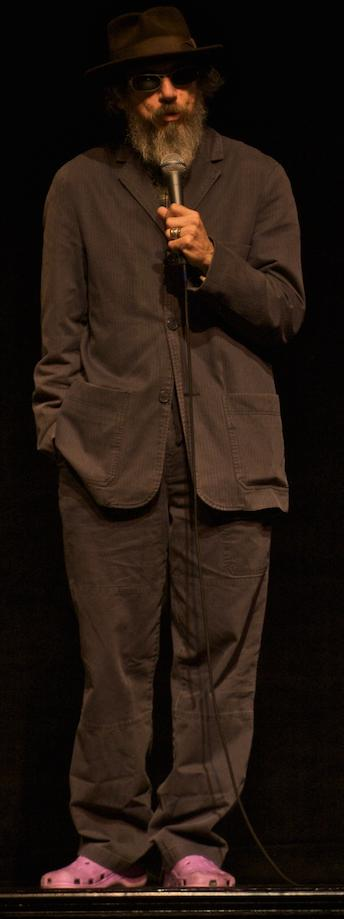
Larry Charles, scénariste de la série.

Seinfeld est une sitcom, c’est-à-dire une série humoristique dont l'action se déroule presque exclusivement dans les mêmes décors, plus proche de la pièce de théâtre filmée que du long métrage.
Les épisodes commencent avec un court générique puis Jerry Seinfeld apparait faisant du stand-up dans un club. Le thème du sketch est aussi celui de l'épisode qui suit. La suite de l'épisode nous révèle comment l'idée du sketch est venue à Jerry. Jusqu'à la cinquième saison, un sketch finissait aussi l'épisode mais dans les dernières saisons, les introductions de stand-up de Jerry Seinfeld disparaissent.
Certaines constantes se retrouvent dans quasiment tous les épisodes de la série :
- les rires des spectateurs en fond sonore. Les sitcoms américaines sont souvent enregistrées en public, bien que les rires et une partie des voix soient ré-enregistrés en post-production, et que certaines scènes (en extérieur notamment) soient réalisées à part.
- l'utilisation d'un humour à la fois visuel (mimiques ou cascades) et verbal ;
- l'utilisation systématique d'événements issus du folklore américain tels que Thanksgiving, Noël, Halloween, les baby showers, etc. ;
- le titre de tous les épisodes de la série en anglais commence par « The », comme l'épisode « The Voice » ; cela permettait aux scénaristes de ne pas se compliquer avec un titre à rallonge.

### Tournage
L'épisode pilote fut filmé au plateau numéro 8, au studio de Desilu Cahuenga, le même où fut tourné The Dick Van Dyke Show et fut enregistré au Studio Ren-Mar à Hollywood. Un plateau de tournage servait pour plusieurs scènes comme le plateau du restaurant Monk's Café qui servait pour les scènes de stand-up au début de chaque épisode. Plusieurs endroits de Manhattan apparaissent dans la série.
Les studios de Seinfeld étaient proches des studios de la série Roseanne notamment et les acteurs de Seinfeld se sont retrouvés mêlés à une inimitié avec leurs camarades de la sitcom Roseanne. Tout a commencé après que Julia Louis-Dreyfus s’est garée par mégarde sur la place de parking réservée à Tom Arnold. Tom Arnold, qui était marié à Roseanne Barr et qui avait un rôle dans Roseanne, a riposté en laissant sur le pare-brise de Louis-Dreyfus un mot qui disait de bouger sa voiture, dans un langage grossier. Larry David et Jason Alexander ont décidé d’affronter Roseanne Barr et Tom Arnold à propos de ce mot, ce qui n'a fait qu'empirer les choses. Après avoir mal réagi lors de cette confrontation, Roseanne Barr a ensuite ajouté un second mot, tout aussi grossier, sur le pare-brise de Julia Louis-Dreyfus. Selon le New York Post, le mot incluait entre autres un polaroïd des fesses d'une personne à côté d'un pain de savon sur lequel était écrit le mot C. L'équipe de Seinfeld a choisi de laisser tomber plutôt que de se venger.

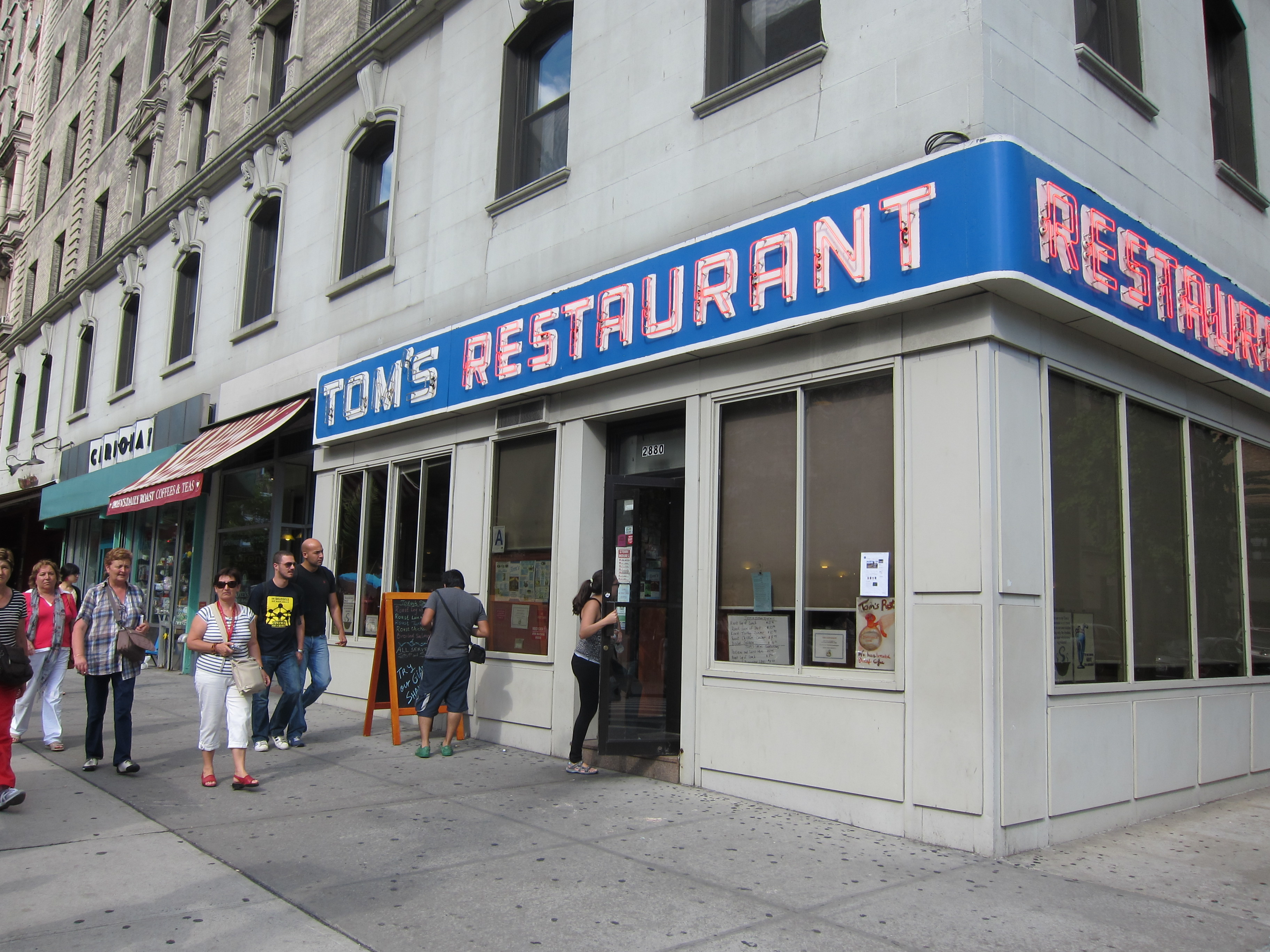
Le Monk's Café sur la 112e rue. La façade est celle de Tom's Restaurant.
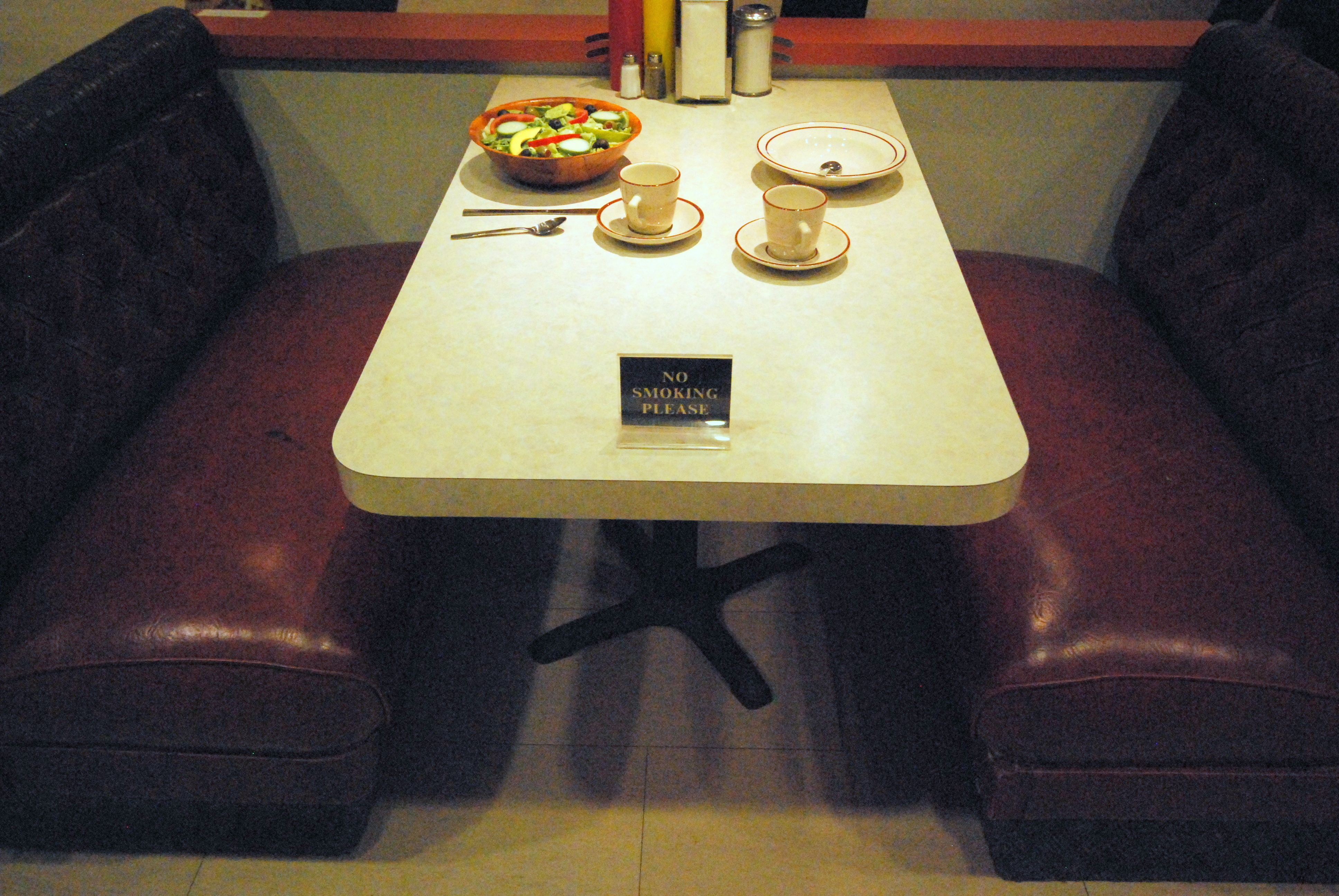
L'intérieur du Monk's Café.
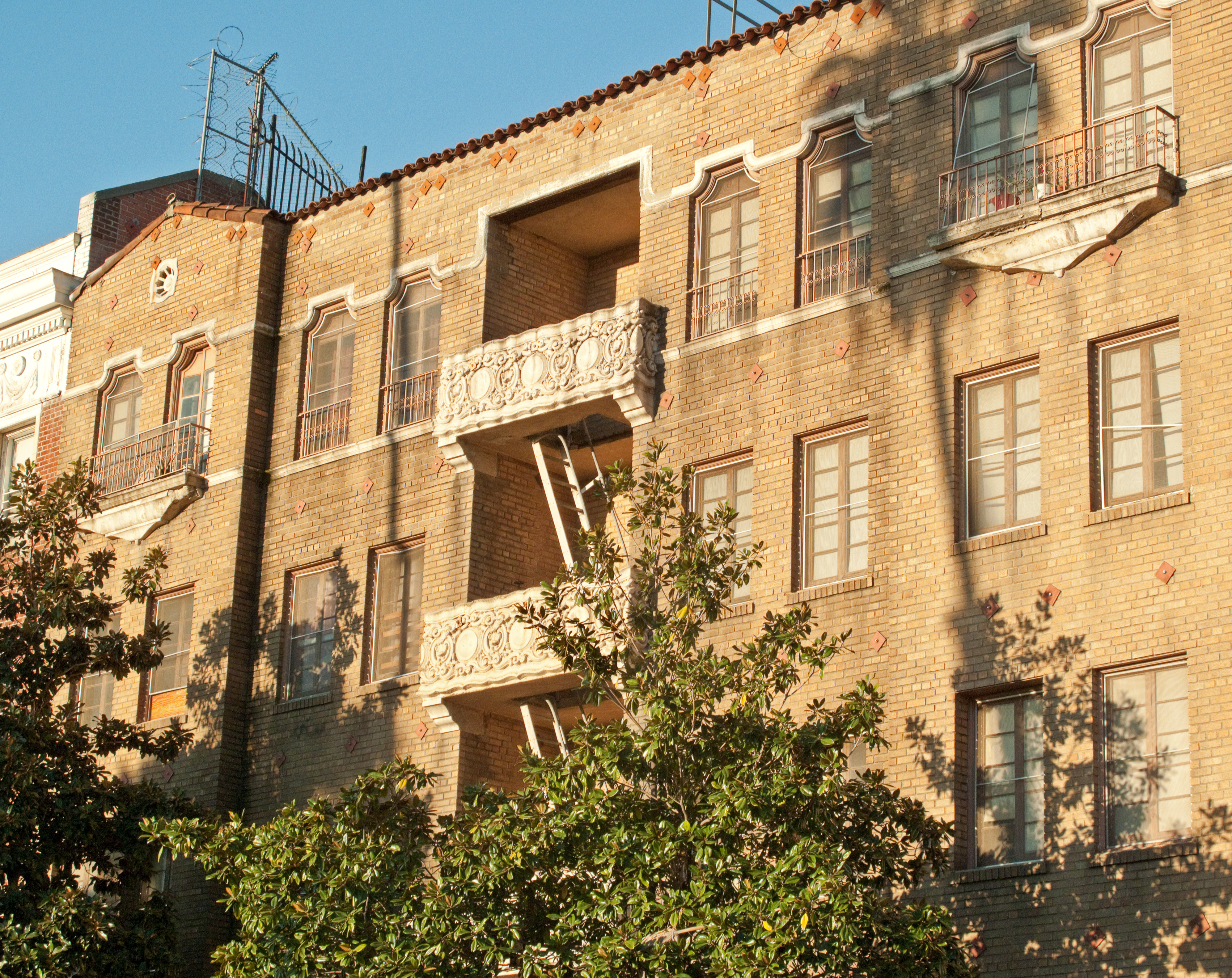
L'immeuble de Jerry sur la 81e rue.
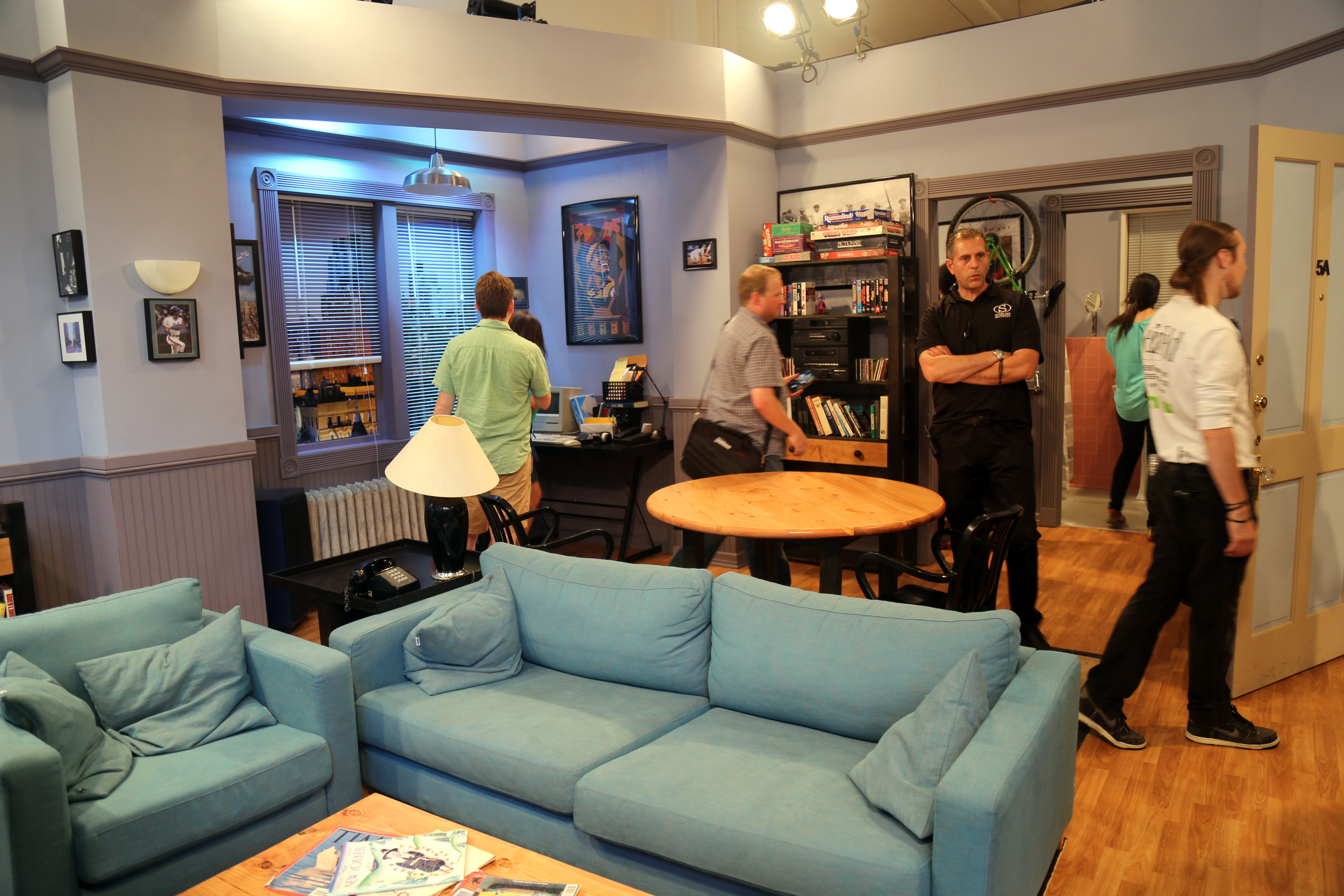
L'appartement de Jerry au 5A.
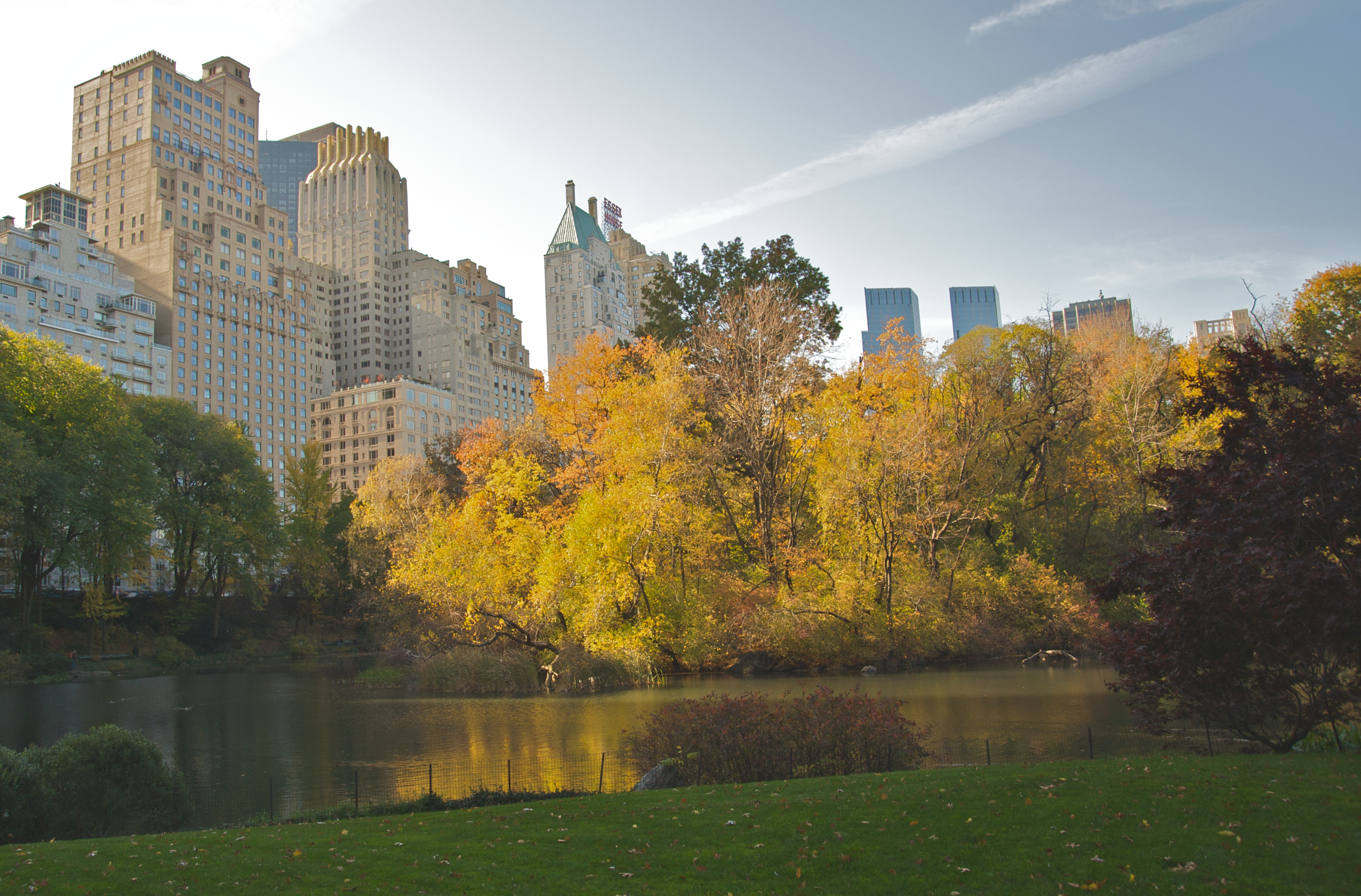
Central Park.
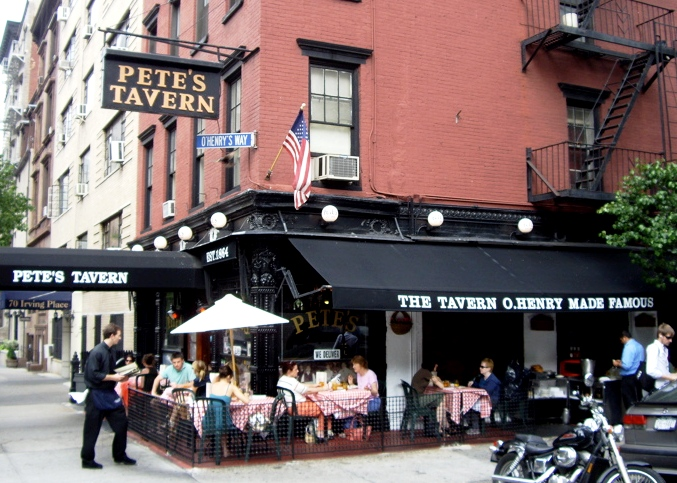
Le Pete's Tavern sur la 129e rue.
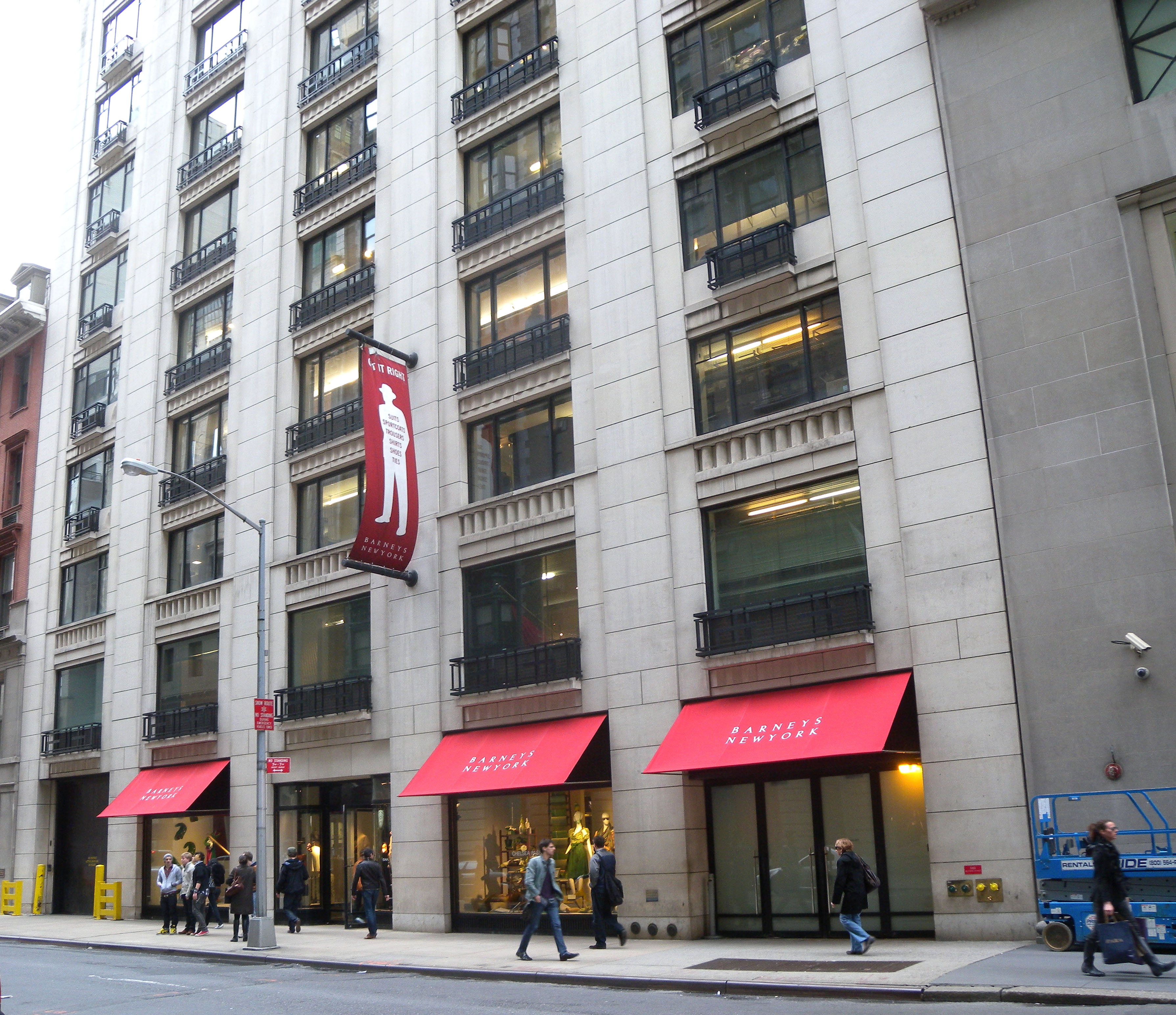
Barneys New York sur la 60e rue.
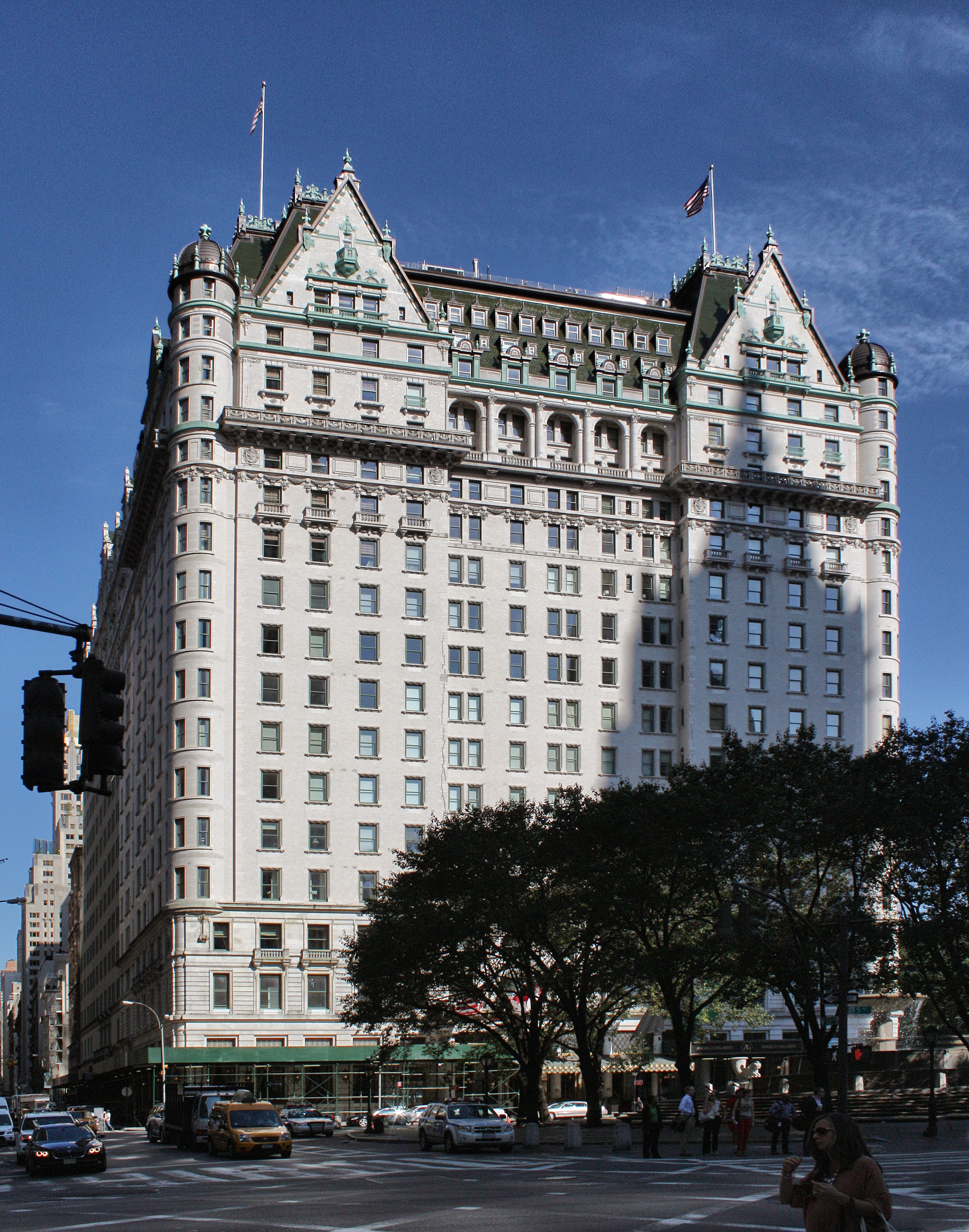
Le Plaza Hotel.
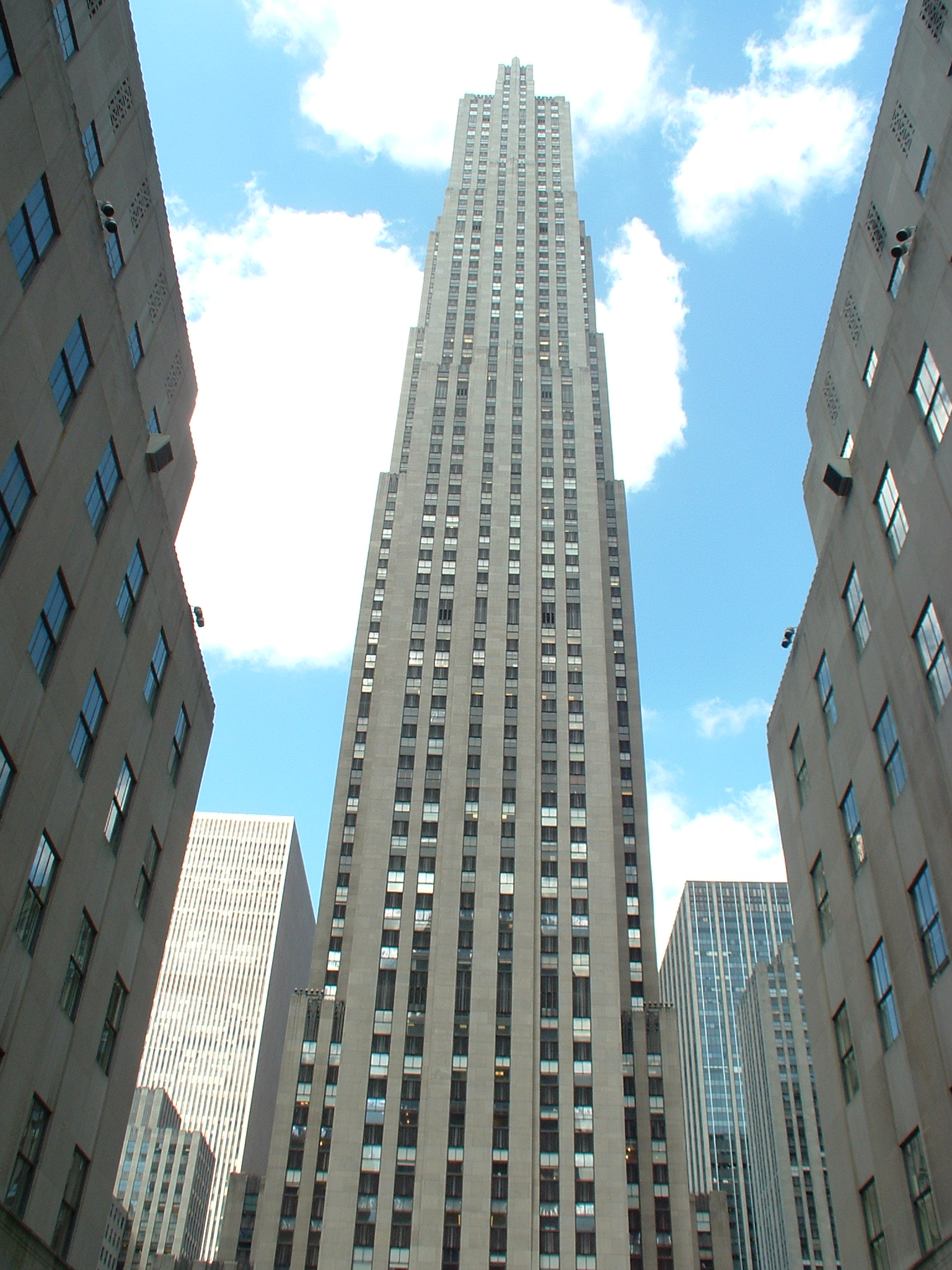
Le Rockefeller Center.
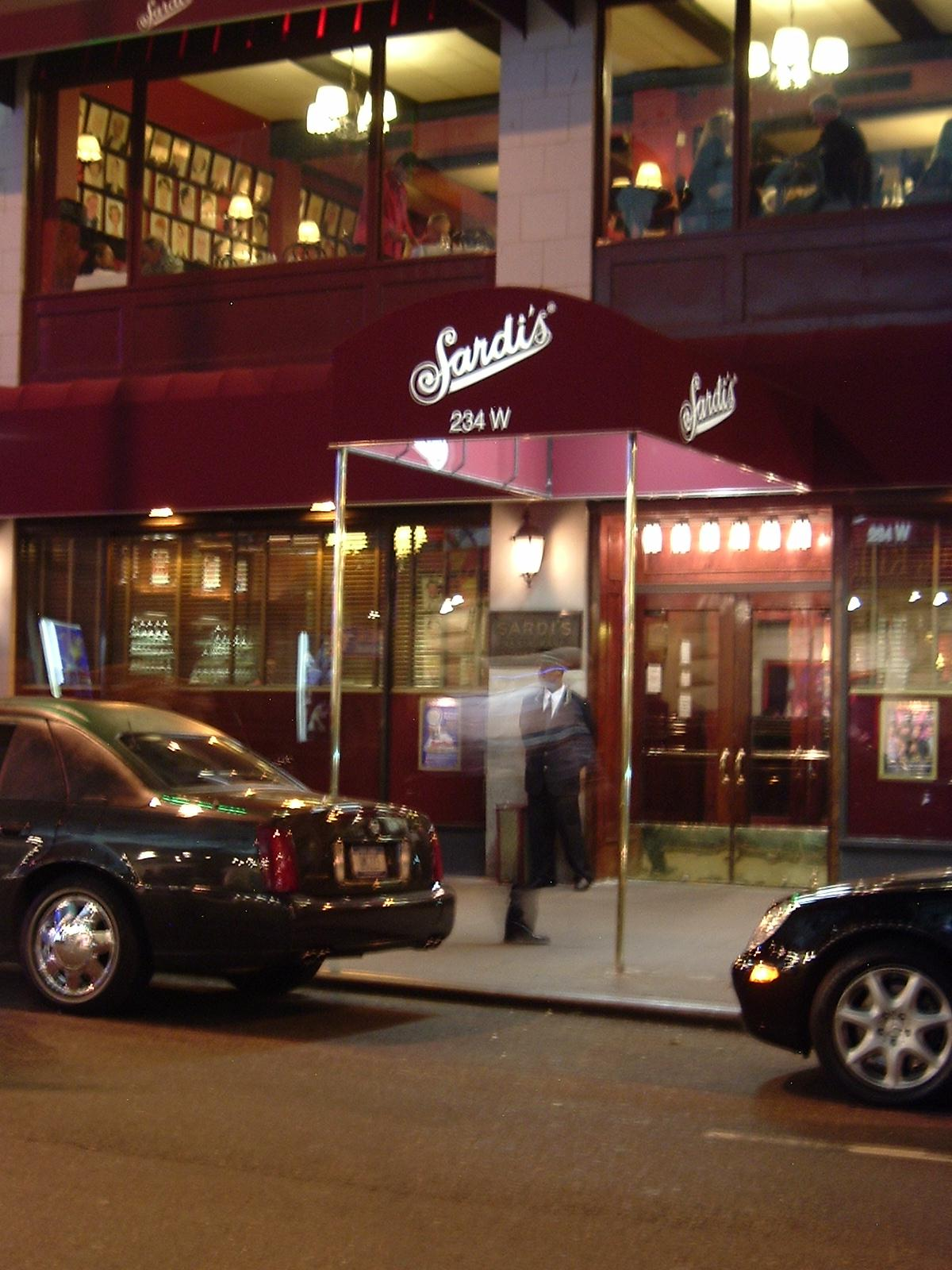
Le Sardi's sur la 44e rue.
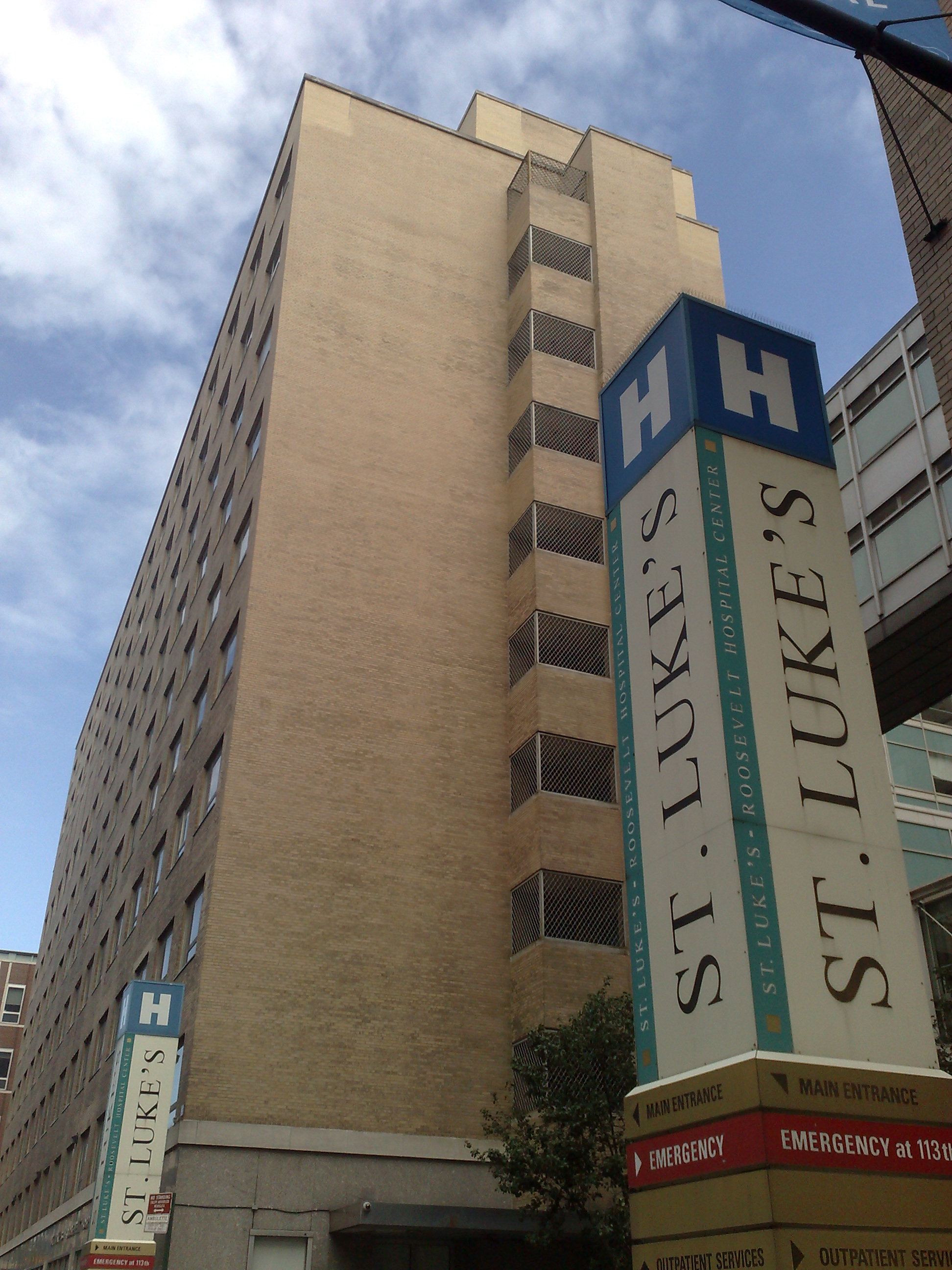
L’Hôpital Mont Sinaï.
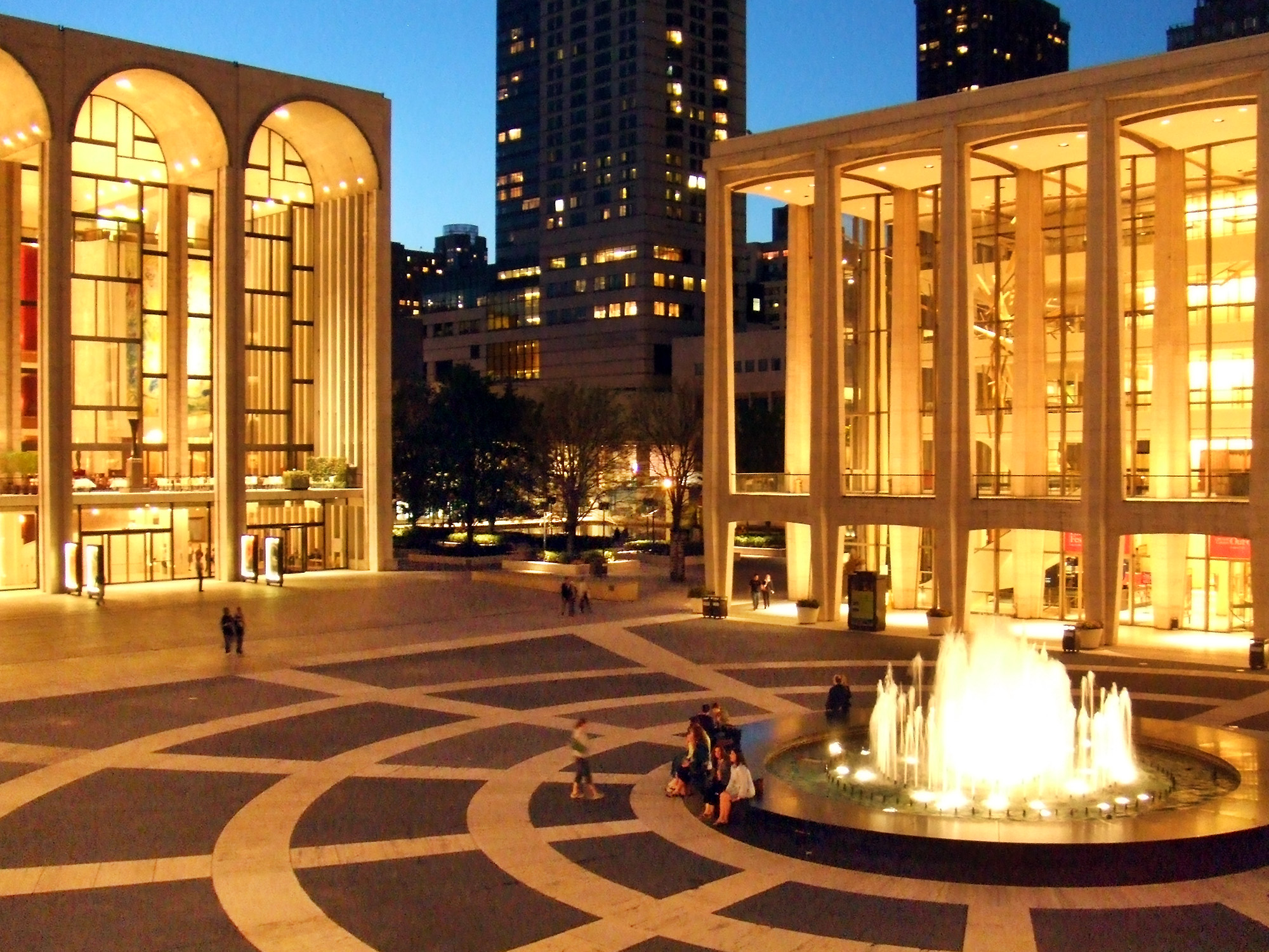
Lincoln Center for the Performing Arts.
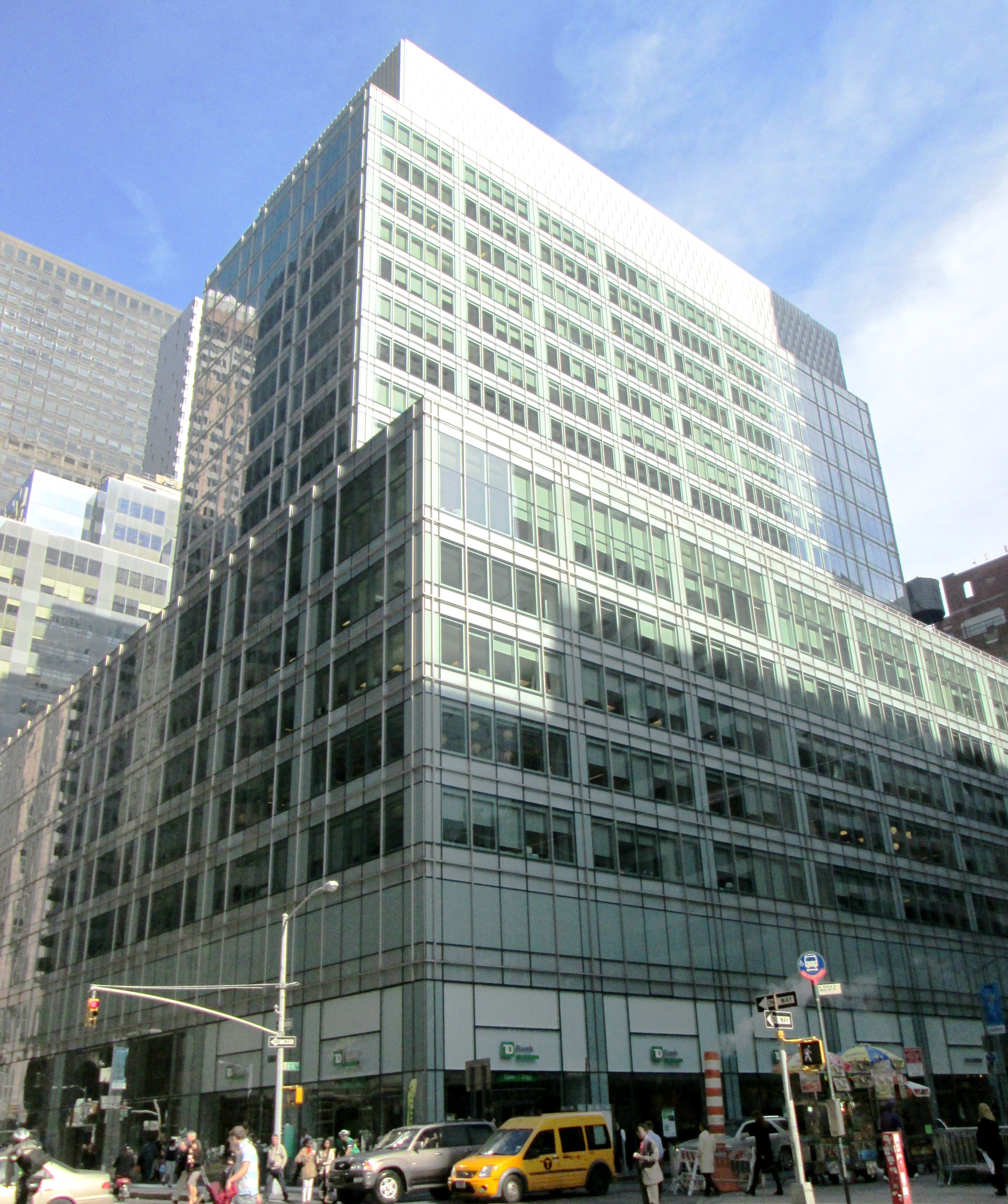
Le bureau de Jackie Chiles au New York Hippodrome.
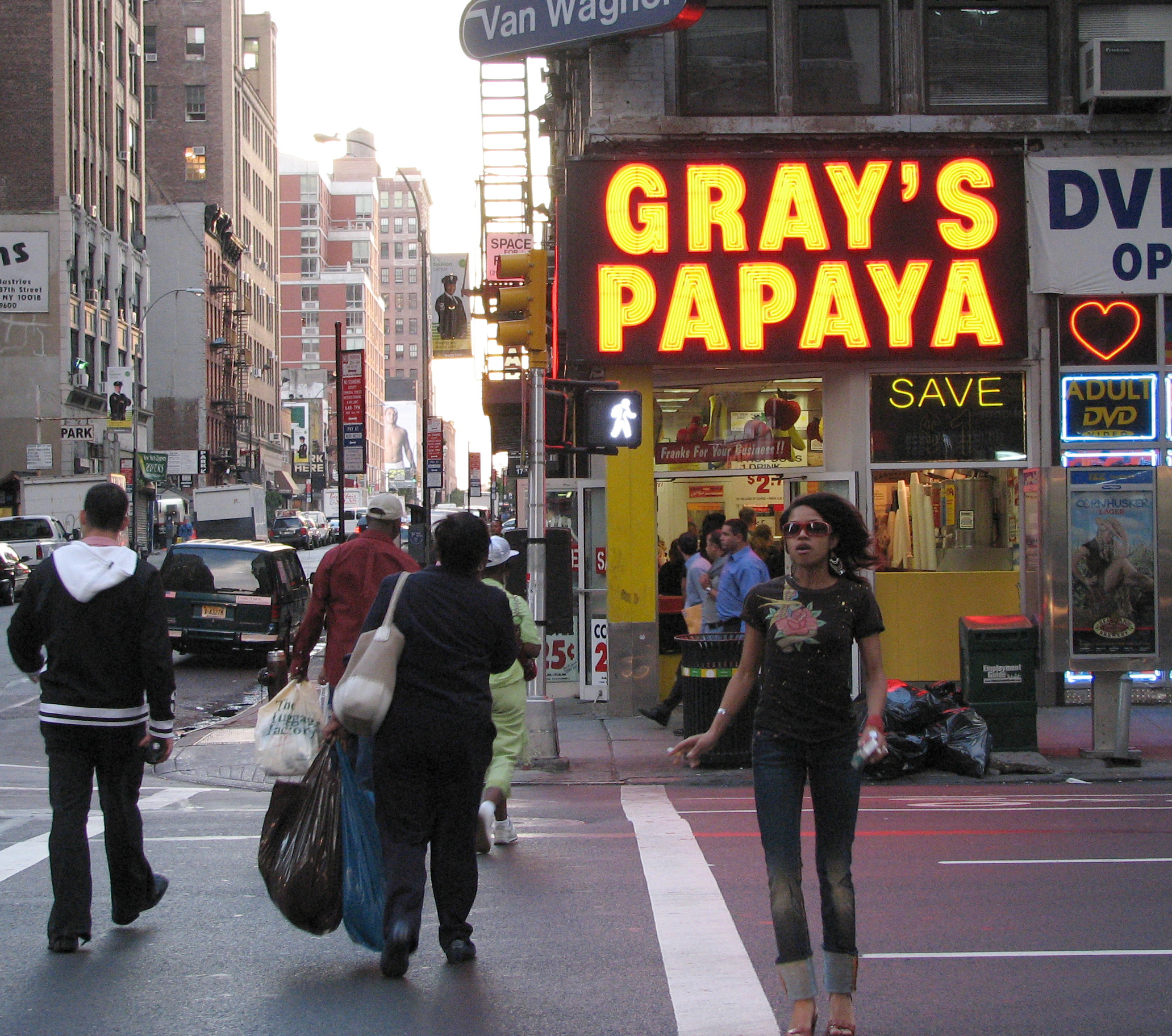
Le Gray’s Papaya sur la 37e rue.
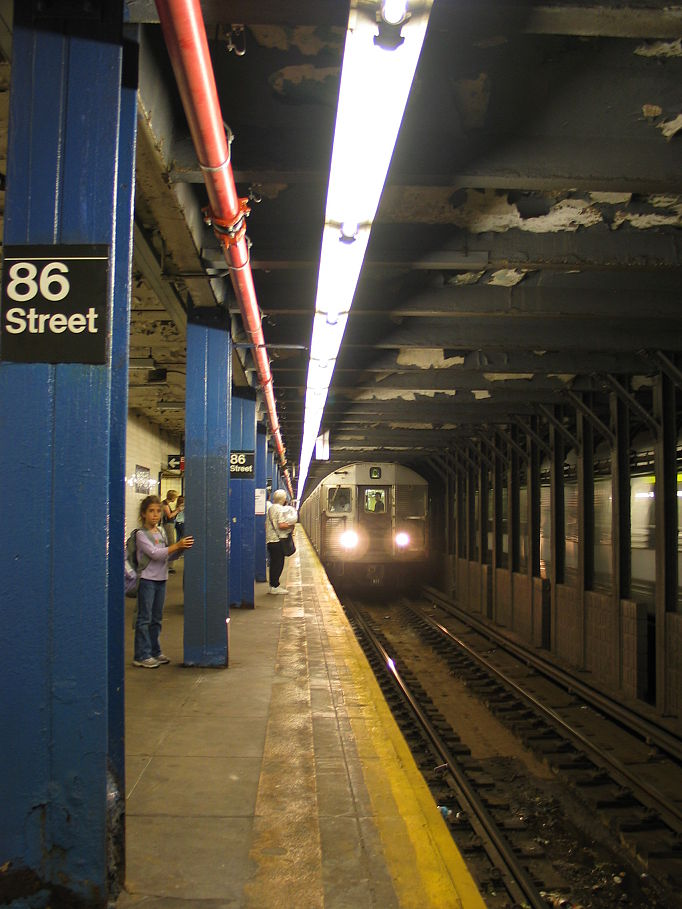
Le Métro de New York.

### Musique
Jonathan Wolff est le compositeur du générique de Seinfeld. Jerry Seinfeld a rencontré Wolff grâce à un ami en commun, George Wallace. Ce dernier demande alors une faveur à Wolff, qui s'occupe déjà de 13 génériques simultanément et ne cherche pas nécessairement plus de travail. Par amitié, Wolff décide d'accepter. Seinfeld lui pose alors un problème singulier : la musique du générique doit tourner autour de la voix de Jerry, puisque l'ouverture et la fermeture de chaque épisode consiste en une scène de stand-up.
Alors que Wolff a composé des musiques pour 75 séries télévisées, telle que Will et Grace, le thème musical de Seinfeld est probablement sa pièce la plus particulière. En effet, les génériques de séries des années 1980 sont généralement créés à partir d'une même formule, que Jim Ryan de Forbes décrit comme de « petits morceaux de musique pop, hautement mélodique et immédiatement mémorisable ». En contraste total avec ce qui se faisait dans ces années-là, le générique de Seinfeld se compose d'un riff de basse en solo, accompagné de beatboxing réalisé par Wolff,. Larry David adore le générique dès sa première écoute, mais celui-ci ne plaît pas particulièrement à la NBC. Wolff essaie alors de convaincre David de le changer pour plaire aux dirigeants, mais ce dernier finit par convaincre tout le monde de garder la version de Wolff.
Le générique connaît des variations pour chaque épisode. Le rythme s'adapte à la routine de Jerry : il baisse lors des punch-line et tente de mimer les gestes de Seinfeld. À chaque fin d'enregistrement, Wolff reçoit des cassettes de la série et travaille sur les rushes. Dès la saison 7, Wolff décrit le générique comme étant devenu « plus agressif, un peu plus énervant » avec une basse plus nerveuse et une portion vocale plus nasale.
En plus du générique, Wolff a composé et joué plusieurs musiques entendues au cours de la série. Il participe ainsi activement à la création de l'ambiance de la série. Wolff a déclaré : « Il y a eu des moments avec Seinfeld où je n'ai pas travaillé sur d'autres séries pour être vraiment impliqué dans la comédie. […] Ils m'ont laissé faire partie de ce paysage »,. Un album contenant les musiques de la série, Seinfeld (Original Television Soundtrack), est sorti en 2021.
| 1.  | Seinfeld Theme                                      |                                                        | 0:52 |
| 2.  | Seinfeld Theme                                      | La Centième                                            | 0:40 |
| 3.  | Seinfeld Theme                                      | L'Album                                                | 0:33 |
| 4.  | The Jerry Show Theme                                | Le Pilote, partie 2                                    | 0:50 |
| 5.  | Kramer's Pimpwalk                                   | Le Blasé du blazer                                     | 0:53 |
| 6.  | Jerry the Mailman                                   | Naufrage                                               | 0:35 |
| 7.  | Himalayan Walking Shoes                             | Bains à remous                                         | 0:56 |
| 8.  | John Jermaine Jazz #1 (feat. Bob Sheppard)          | Du bon pain                                            | 2:52 |
| 9.  | John Jermaine Jazz #2 (feat. Bob Sheppard)          | Du bon pain                                            | 2:24 |
| 10. | John Jermaine Jazz #3 (feat. Bob Sheppard)          | Du bon pain                                            | 2:48 |
| 11. | Kramer's Boombox                                    | Le Paquet                                              | 1:15 |
| 12. | Jerry vs Newman Chase                               | Gaga                                                   | 0:32 |
| 13. | Cable Guy vs Kramer Chase                           | Dérapages, Rasage au beurre                            | 2:10 |
| 14. | Noxin                                               | Dérapages                                              | 1:18 |
| 15. | Jesus Is One (feat. Jack Diamond)                   | La Brûlure                                             | 0:31 |
| 16. | Kramer's Crappy Banjo                               | Le Touriste                                            | 0:37 |
| 17. | Peterman in Burmese Jungle                          | Poulet au vinaigre                                     | 0:37 |
| 18. | TV Cartoon / Wheels on the Bus                      | Le Pari                                                | 1:00 |
| 19. | Finale Suitcase Montage                             | Grandeur et décadence                                  | 0:51 |
| 20. | Waiting for the Verdict Blues                       | Grandeur et décadence                                  | 0:47 |
| 21. | This Night Show                                     | Le Voyage, partie 1                                    | 0:50 |
| 22. | Rock Music Video                                    | Le Voyage, partie 1                                    | 1:22 |
| 23. | The Lopper                                          | La Grenouille                                          | 0:33 |
| 24. | 1937 Wedding Cake Waltz                             | La Grenouille                                          | 0:39 |
| 25. | Kramer Bachelor Auction                             | Le Coiffeur                                            | 0:52 |
| 26. | Rochelle, Rochelle the Musical                      | La Doublure                                            | 0:42 |
| 27. | Pier Contemplation                                  | Les Invitations                                        | 0:39 |
| 28. | Loud Dixieland Band                                 | La Boutique familiale                                  | 1:42 |
| 29. | Scarsdale Surprise                                  | Le Bel été de George                                   | 0:33 |
| 30. | Checkmate/Chunnel/Death Blow                        | Quel Cinéma !, Le Monde de George, Danse avec les fous | 4:02 |
| 31. | Blimp                                               | La Fête portoricaine                                   | 2:44 |
| 32. | The Pain & the Yearning                             | La Revanche                                            | 2:19 |
| 33. | George's Answering Machine (Greatest American Hero) | Suze, ça use                                           | 0:29 |

## Distribution

### Personnages principaux
- Jerome « Jerry » Seinfeld : Jerry est un comédien de stand-up. Souvent décrit comme « la voix de la raison » au milieu de la folie générale générée par les gens de son monde, il est capable d'observer le chaos autour de lui sans jamais en faire partie. Il utilise certaines de ses plaisanteries pour se moquer de sa propre religion, le judaïsme. Maniaque de la propreté et immature, il se passionne pour Superman, les New York Mets et les céréales[26]. Jerry change constamment de petites amies et il trouve toujours une raison idiote pour casser avec une fille. D'après Elaine, cela arrive chaque semaine.
- Elaine Marie Benes : Elaine est l'ex-petite amie de Jerry et sont restés très bons amis. Elle est amicale, tout en étant sarcastique, égoïste et désorganisée. Elle a parfois tendance à être trop honnête avec les gens (généralement en perdant son sang-froid), ce qui lui cause souvent des ennuis. Elle est généralement prise dans les caprices de ses petits amis, les comportements inhabituels, les idiosyncrasies de ses employeurs, et de l'absence de gentillesse de parfaits inconnus. Elle a tendance à faire de mauvais choix chez les hommes qu'elle choisit de fréquenter et est souvent trop réactive. Tout d'abord, elle travaille chez Pendant Publishing avec Monsieur Lippman, est ensuite embauchée comme assistante personnelle de Justin Pitt, puis travaille pour Jacopo J. Peterman en tant qu'assistante. Elaine a un père, Alton Benes, qui serait probablement devenu un personnage récurrent si l’acteur qui l’avait joué, Lawrence Tierney, n’avait effrayé  tout le monde. Lors du tournage de l’unique apparition d’Alton dans l’épisode Blouson blues (The Jacket), Tierney fit quelque chose de très étrange sur le plateau de l’appartement de Jerry : il vola un des couteaux dans la cuisine de Jerry et le cacha sous sa veste. Cela devint effrayant lorsque Lawrence Tierney, sommé de s’expliquer pour la prise couteau, tenta de le jouer comme une blague de Jerry Seinfeld, brandissant le couteau tout en criant le texte de Psychose d’Alfred Hitchcock à tue-tête[19].
- Kramer : Kramer est le voisin de palier de Jerry. Personnage loufoque, ses marques de fabrique sont sa garde robe dépassée, ses cheveux en l'air, ses entrées-glissades soudaines par la porte de Jerry, sa collection de chutes et son penchant pour les réactions absurdes. Il apparaît parfois naïf, sans instruction et impulsif, et à d'autres moments, vif d'esprit, serviable et empathique. De même, il réussit exagérément, socialement, avec son charisme et sa personnalité décontractée. Cela se voit dans son succès auprès des femmes. Il est décrit comme un Hipster doofus, un hipster des années 90. Kramer est le seul personnage à n'avoir jamais eu de monologue intérieur, probablement parce qu'il dit tout ce qu'il pense. Son prénom (Cosmo) est révélé dans l'épisode 11 de la saison 6 et dans ce même épisode, on y découvre sa mère qui exerce le métier de dame pipi. Bien qu'il n'occupe jamais d'emploi stable, il manque rarement d'argent et invente souvent des stratagèmes loufoques qui fonctionnent souvent au début puis échouent. Kramer est le meilleur ami de Newman et ils travaillent bien ensemble malgré leurs différences. Il utilise souvent le pseudonyme « Van Nostrand » pour se sortir de certaines situations. Kramer a été conçu à l’origine comme un personnage qui ne devait pas sortir, mais cela a changé dans l’épisode de la saison 2, Pas de bol (The Busboy). Ce n’est pas le seul aspect remarquable de l’épisode Pas de bol. C'est le seul épisode dans lequel Jerry n'a pas de scénario à lui seul. C'est une première pour la série qui avait été très concentrée sur Jerry dès le premier épisode. Cela préfigure les rôles plus importants que ses trois co-vedettes joueront dans les épisodes suivants. Bien que The Busboy ne soit pas considéré comme un classique par la plupart des fans, il est certainement remarquable[27]. Michael Richards a apporté une intensité indéniable à son incarnation de Kramer, une intensité qui a rendu le personnage parmi les plus drôles et les plus populaires de la série. L’énergie exceptionnelle de Richards obligeait l’équipe de maintenance à conserver des charnières à portée de main au cas où il détruirait une porte lors d’une des entrées frénétiques de Kramer dans l’appartement de Jerry. Richards était hilarant mais cela pouvait occasionnellement poser problème aux autres acteurs, selon Jennifer Keishin Armstrong, l'auteur de Seinfeldia. Quand Jason Alexander éclata de rire lors d'une scène, Richards lui dit « Tu ne sais pas à quel point c'est difficile pour moi », parce que le rire les obligeait à reprendre la scène. L’intensité et l’immersion dans le rôle de Richards allaient bien au-delà de cela. Armstrong ajoute que certains des acteurs principaux n’eurent jamais l’impression de vraiment le connaître, même après des années passées sur le plateau[19]. Michael Richards ne s'est peut-être pas fait beaucoup d'amis parmi ses collègues lors des tournages, à cause de l'approche immersive et intense qu'il a adoptée pour le personnage de Kramer, mais il était l'un des favoris des spectateurs présents dans le studio. Cela n’a pas forcément bien marché avec le reste des acteurs de Seinfeld. Au plus fort de la popularité de Kramer, le public du studio applaudissait souvent son arrivée pendant plusieurs minutes soutenues. Cela atteignit un point où ses collègues acteurs commencèrent à se plaindre que le rythme de certaines scènes et plaisanteries soit considérablement perturbé par les applaudissements anormalement longs que Kramer suscitait à son arrivée dans un épisode. En fin de compte, il a été demandé aux publics des studios assistant aux enregistrements de Seinfeld de ne pas applaudir Kramer pendant si longtemps. Bien que les autres membres de la distribution affirmèrent qu'il s'agissait de préserver l'intégrité de la série, certains fans purent penser le contraire[19].
- George Louis Costanza : George est le meilleur ami de Jerry depuis le lycée. Décrit par Elaine comme étant « petit, trapu, chauve et à l'esprit un peu lent », George est aussi névrosé et complexé. Paranoïaque, égoïste, radin, menteur expert et poule mouillée, George est probablement le personnage le plus amoral de la série. Il est dépeint comme un perdant qui manque perpétuellement de confiance en ses capacités. Il ment facilement sur sa profession, ses relations et presque tout le reste, ce qui lui crée généralement des problèmes. Il utilise souvent le pseudonyme « Art Vandelay » pour mentir ou se créer une couverture. Malgré ces défauts, George est très fiable envers ses amis, fréquente de nombreuses femmes, et finit par s’assurer une carrière stable en tant qu'assistant du secrétaire itinérant des Yankees de New York.

#### Expressions populaires de la série

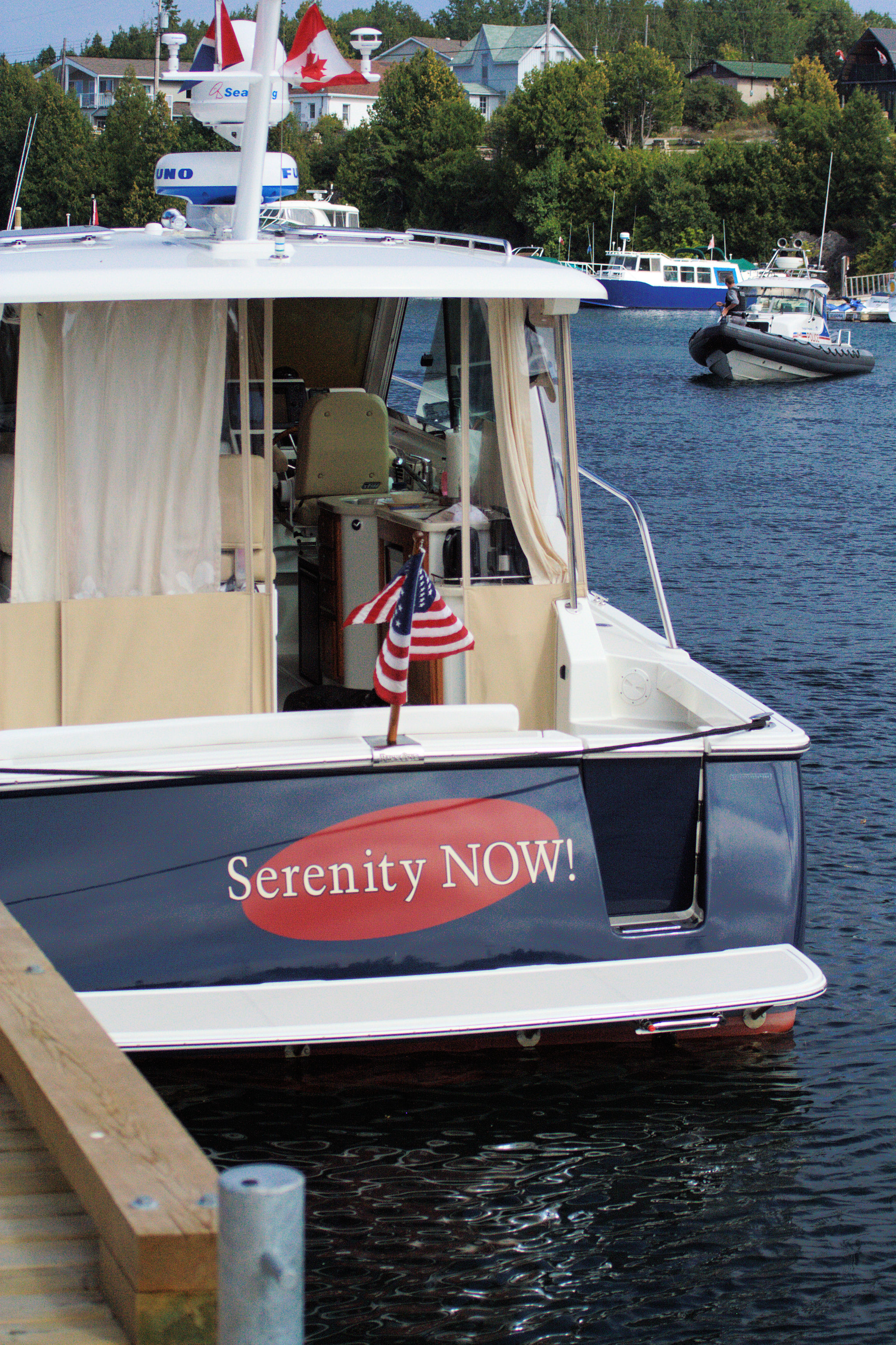
Bateau à Tobermory, avec une référence à l'épisode The Serenity Now.

#### The Festivus

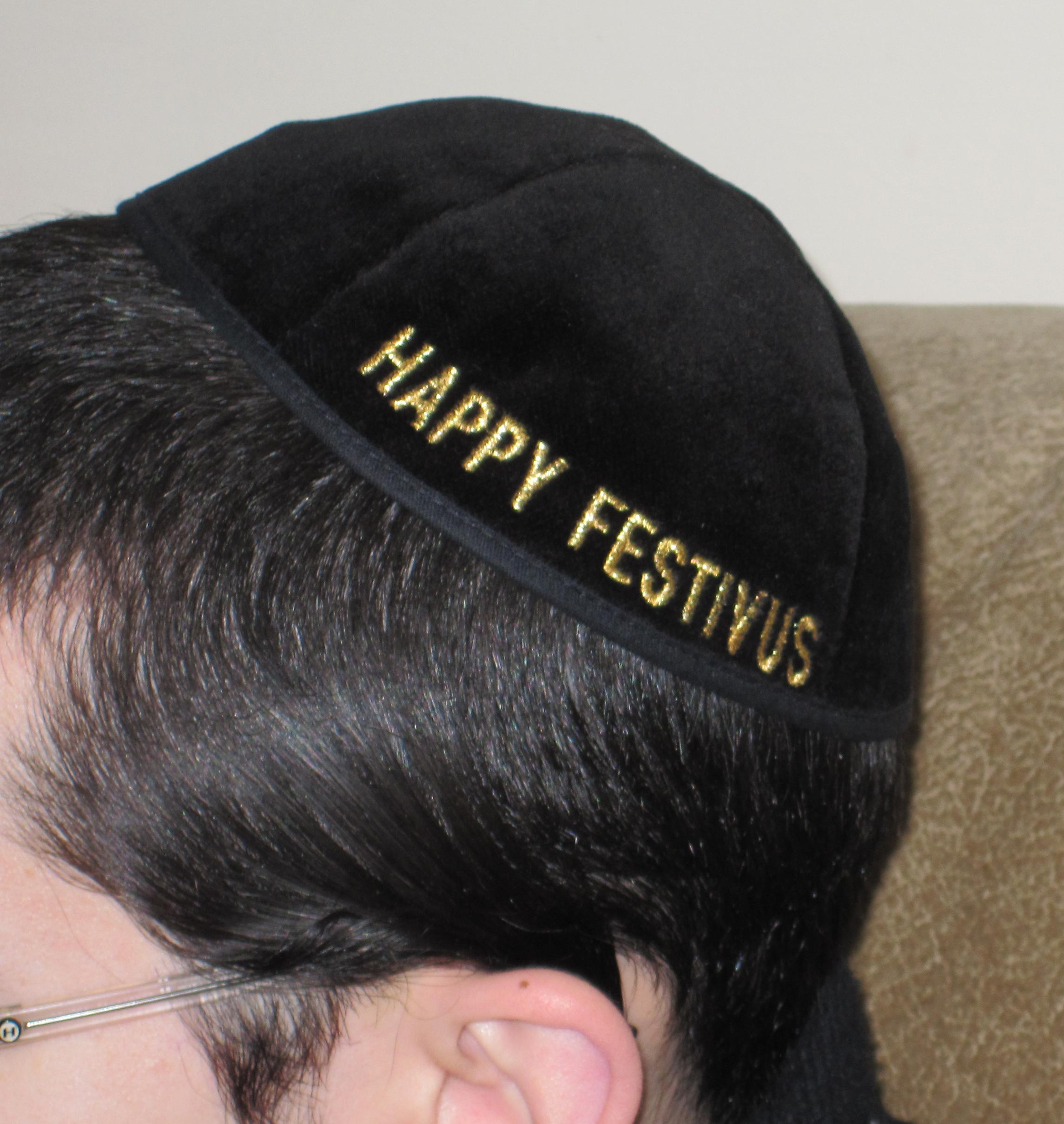
Kippa avec le message Happy Festivus.

### Personnages secondaires
- Morty Seinfeld : Père de Jerry. Ancien vendeur d'imperméables avec Harry Fleming et inventeur du trench-coat sans ceinture. Il déteste le Velcro à cause du son déchirant. Il est extrêmement attentif à l'argent, il s'engage dans de fréquents conflits avec Jerry sur l'argent, refusant de laisser son fils payer quoi que ce soit en sa présence, en particulier au restaurant. Le père de Jerry Seinfeld, Morty, a été joué par deux acteurs différents dans la série. Phil Bruns avait été choisi pour jouer le rôle de Morty dans le deuxième épisode de la série, Jalousie (The Stake Out). Cependant, après la diffusion de l'épisode, le créateur Larry David a décidé de changer les choses. Sentant que la performance de Bruns en tant que Morty était un peu trop décontractée, David décida de réinventer le père de Jerry en un personnage plus grincheux et plus colérique. En conséquence, l'acteur Barney Martin a été intronisé dans le rôle de Morty et a ensuite incarné le personnage dans l'épisode de la deuxième saison La Gaffe (The Pony Remark), puis pour le reste de la série. Après la rediffusion de la série, Larry David était désireux de filmer les scènes de Bruns du pilote avec Martin à sa place. En fin de compte, cette partie du plan a été supprimée, car Martin avait tout simplement l'air trop vieux pour figurer dans l'épisode pilote[19].
- Helen Seinfeld : Mère de Jerry qui s'inquiète souvent de son fils et regrette que ce dernier n'ait pas un emploi plus stable.
- Oncle Leo : Frère d'Helen Seinfeld. Il a un fils, Jeffrey, qui travaille dans le département des eaux et forêts de New York et qu'il mentionne à chaque occasion qu'il croise Jerry. Il ne supporte pas que Jerry ne s'arrête pas pour lui dire bonjour. Souvent, quand quelque chose ne se passe pas comme il le veut, il l'attribue à l'antisémitisme. Il a déjà été reconnu coupable d'un crime passionnel.
- Frank Costanza : Père de George. Colérique et d'origine italienne, c'est un commis voyageur à la retraite. Il déteste enlever ses chaussures dans les maisons des autres et porte ses baskets dans la piscine. Il a été cuisinier à l'armée et a appris à parler coréen pendant la guerre de Corée. Il a inventé la fête du Festivus en réaction au mercantilisme culturel de Noël, et dont George a peu de bons souvenirs. Il a une phobie de dépenser de l'argent et souffre fortement de musophobie.
- Estelle Costanza : Mère de George, juive, très odieuse et mélodramatique. Elle se dispute constamment avec Frank et George mais c'est la personne la plus posée chez les Costanza. Elle aime jouer au Mahjong. George prétend qu'elle n'a jamais ri.
- Newman : Employé de la poste, il habite deux étages au-dessus de Jerry. C'est l'ennemi de Jerry et le meilleur ami de Kramer avec lequel il est associé dans beaucoup de combines. Son prénom semble être inconnu, même son employeur ne le connaît pas, sur sa carte de visite, son nom est simplement Newman. Une marque de fabrique de la série est que Jerry le salue avec un méprisant Bonjour... Newman ! chaque fois qu'ils se rencontrent. Dans l'épisode Les Imperméables (The Raincoats), Helen Seinfeld s'adresse à Newman avec le même ton. Mesquin, vindicatif et enclin à l'hystérie, Newman est souvent représenté comme un génie diabolique. Bien qu'il éprouve beaucoup d'indignation envers Jerry, on le montre disposé à travailler avec lui par moments, mais il reviendra plus tard pour semer le chaos dans sa vie sociale, bien que Jerry ait souvent le dernier mot. L'exaspération de Jerry l'amènera parfois à serrer le poing et à marmonner Newman !. Newman a des sentiments non réciproques pour Elaine. Newman, passionné de poésie, parle souvent d'une manière dramatique et shakespearienne, et a généralement un vocabulaire plus avancé que les autres personnages. Il aime les gâteaux au café de la marque Drake's, les barres chocolatées Chunky de Nestlé, et a un grand dégoût pour le brocoli.
- Kenny Bania : Comédien de stand-up considéré comme un raté par Jerry. Jerry le déteste notamment parce que ce dernier passe après ses numéros de stand-up et profite de l'ambiance qu'il a mise dans la salle. Jerry dit de Bania dans l'épisode Rasage au beurre (The Butter Shave) : « I'm the shark and he's the fish eating my laughs » (« je suis le requin et c'est le poisson qui mange mes rires »). L'Ovaltine est un des sujets principaux des sketchs de Bania et Jerry dit que ce dernier pense que tout ce qui se dissout dans le lait est drôle.
- Mickey Abbott : Acteur de petite taille qui est ami avec Kramer. Il devient violent si on le désigne comme nain. Apparaît souvent dans des rôles d'enfants ou d'elfes comme avec Kramer dans un grand magasin lors des fêtes de noël. Dans l'épisode La Course (The Race), on apprend qu'il a deux enfants adolescents, et dans l'épisode Ta da ta da (The Yada Yada), qu'il a été marié trois fois.
- Tim Whatley : Dentiste de Jerry et de Kramer. Tim se convertit au judaïsme et Jerry l'accuse de l'avoir fait pour pouvoir faire des blagues juives.
- Jacopo J. Peterman : Patron d'Elaine au cours des trois dernières saisons, c'est un aventurier excentrique, globe-trotter et fondateur de The J. Peterman Company. Jacopo J. Peterman a licencié Elaine pour suspicion de dépendance à l'opium après avoir échoué à un test de drogue (elle avait consommé un muffin aux graines de pavot) et pour avoir montré son extrême aversion pour le film Le Patient anglais.
- Jackie Chiles : Avocat excentrique, il défend Kramer dans plusieurs affaires mais sans succès (les bêtises de Kramer font qu'il perd quasiment tous les procès). Il défend aussi Jerry, George, Elaine et Kramer, lors du procès de l'épisode final de la série. Après la condamnation de ces quatre derniers, Jackie Chiles confirme que Sidra, l'ex-petite amie de Jerry, a des caractéristiques physiques non seulement réelles, mais aussi spectaculaires en faisant allusion à l'épisode Les Faux Seins ((The Implant)). Son dicton préféré est « It's outrageous, egregious, preposterous! » parodie de Johnnie Cochran Jr.
- Monsieur Lippman : Patron d'Elaine chez Pendant Publishing. Il ouvrira une boulangerie nommée Top of the muffin to you! avec le principe de ne vendre que le dessus des muffins (idée volée à Elaine) mais les ventes ne s'envolent pas. Il est amateur de cigares.
- Larry : Propriétaire du Monk's Café, parfois contrarié par les discussions du quatuor.
- Ruthie Cohen : Caissière du Monk's Café que George a accusé une fois de lui avoir volé un billet de 20 dollars. On peut la voir à la caisse du Monk's Café dans presque tous les épisodes.
- George Steinbrenner : Patron de Georges aux Yankees de New York, il est dépeint comme une personne imprévisible et intransigeante et dont le visage n'est jamais vu.
- David Puddy  : Mécanicien puis vendeur chez un concessionnaire Saab Automobile, c'est un ami de Jerry avant de devenir le petit ami d'Elaine, à partir de la saison 9. Lorsque Puddy est d'accord avec quelqu'un, il aime que cette personne lui donne un High five. Le gag récurrent est qu'Elaine et Puddy se séparent et se remettre ensemble continuellement. Dans l'épisode La Brûlure (The Burning) de la saison 9, quand George demande pourquoi Elaine est revenue avec Puddy, elle répond qu'elle avait besoin de déplacer un bureau.
- Susan Ross : Cadre chez NBC, elle devient la fiancée de Georges, qui à plusieurs fois tente de repousser leur mariage. Elle décède lors de l'épisode Les Invitations (The Invitations) après avoir léché les enveloppes des invitations de mariage qui étaient de mauvaise qualité. Jason Alexander a confirmé lors de l'émission The Howard Stern Show, qu'il avait eu du mal à travailler avec Heidi Swedberg sur leurs scènes communes. Finalement, Jerry Seinfeld et Julia Louis-Dreyfus commencèrent à comprendre le conflit entre Jason Alexander et Heidi Swedberg. Julia Louis-Dreyfus lança  à Larry David, « Tu ne veux pas la tuer ? ». Larry accepta et fit mourir le personnage de Susan Ross, via des enveloppes empoisonnées[19].

### Acteurs principaux
- Jerry Seinfeld (VF : Jean-Claude Montalban) : Lui-même
- Julia Louis-Dreyfus (VF : Anne Jolivet) : Elaine Benes
- Jason Alexander (VF : Philippe Ogouz) : George Costanza
- Michael Richards (VF : Jean-François Kopf) : Kramer

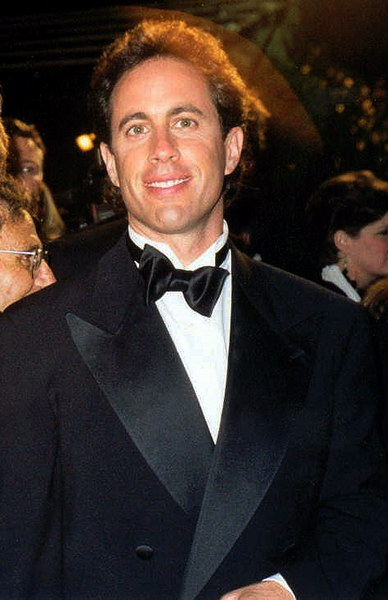
Jerry Seinfeld (Jerry Seinfeld)
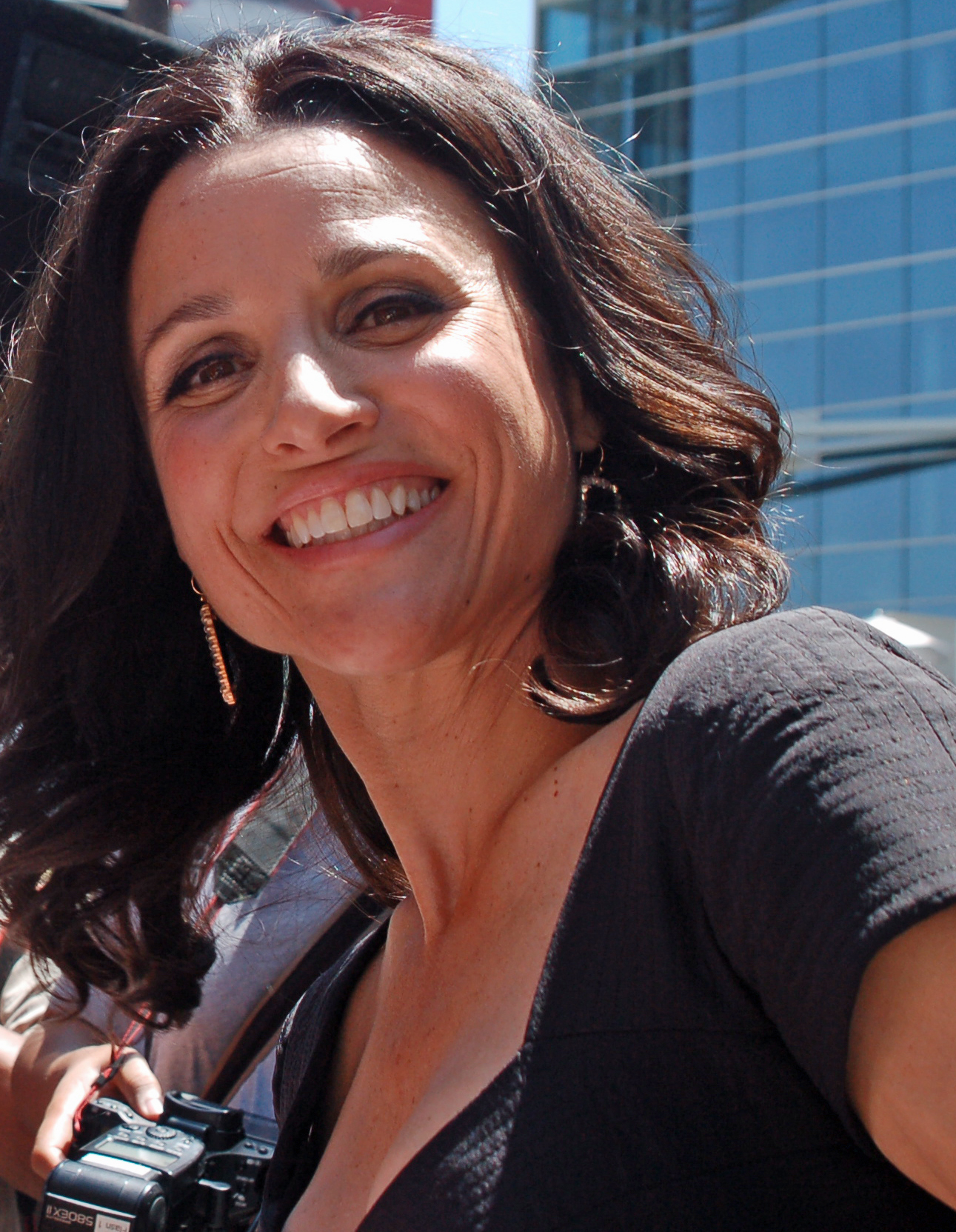
Julia Louis-Dreyfus (Elaine Benes)
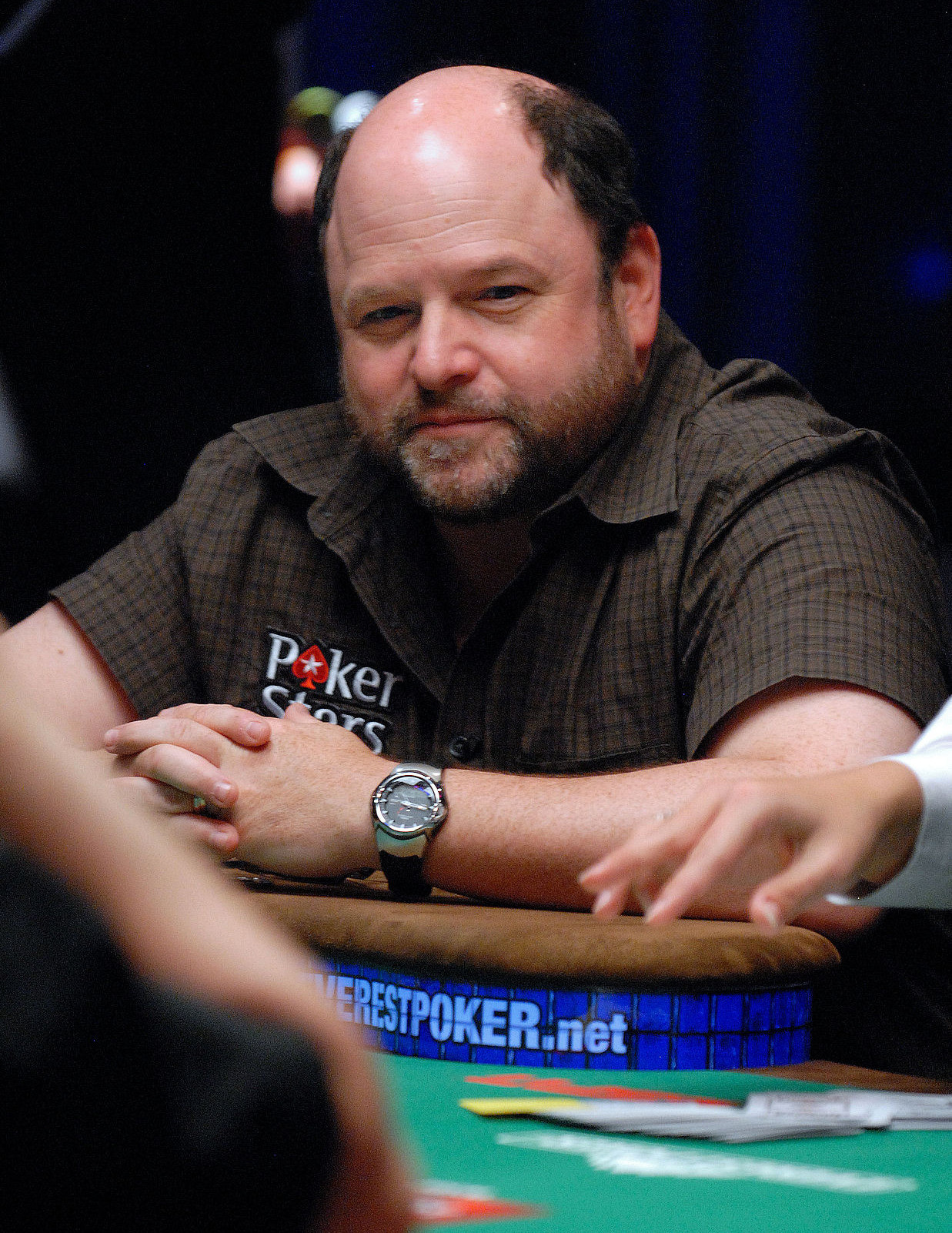
Jason Alexander (George Costanza)
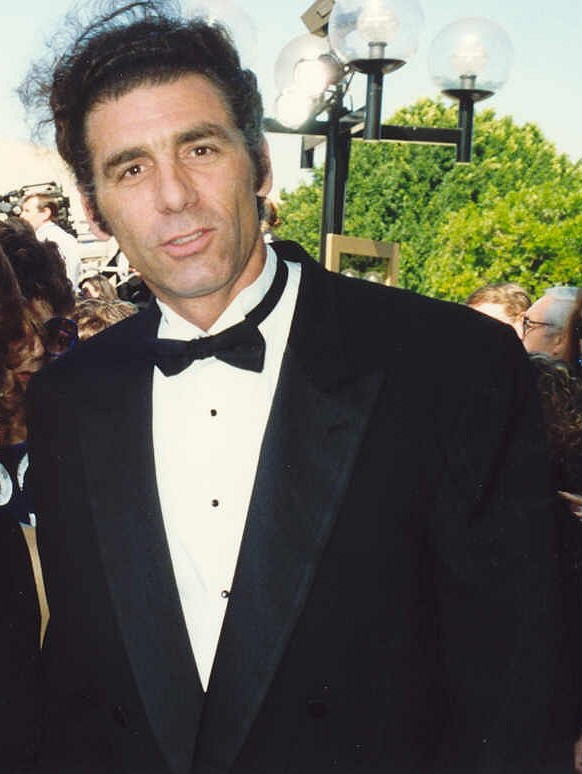
Michael Richards (Kramer)

### Acteurs secondaires
- Wayne Knight (VF : Roger Carel (saisons 3 à 5) puis Gérard Surugue (saisons 6 à 9))[28] : Newman
- Jerry Stiller (VF : Michel Prud'homme) : Frank Costanza
- Estelle Harris (VF : Jane Val) : Estelle Costanza
- Liz Sheridan (VF : Françoise Fleury) : Helen Seinfeld
- Barney Martin (VF : Michel Barbey) : Morty Seinfeld
- Len Lesser (VF : René Bériard et Albert Augier (remplacement)) : Oncle Leo
- Heidi Swedberg (VF : Céline Monsarrat) : Susan Ross
- Phil Morris (VF : Patrick Préjean) : Jackie Chiles
- Patrick Warburton (VF : Philippe Catoire) : David Puddy
- Richard Herd (VF : Henri Labussière) : Matt Wilhelm
- John O'Hurley (VF : Bernard Lanneau) : Jacopo J. Peterman
- Daniel von Bargen (VF : Georges Lycan) : Monsieur Kruger
- Kathryn Kates (VF : non crédité) : La femme du comptoir
- Matt McCoy (VF : non crédité) : Lloyd Braun
- Mark Metcalf (VF : non crédité) : Bob Cobb, le Maestro
- Ian Abercrombie (VF : Raoul Delfosse) : Justin Pitt
- Danny Woodburn (VF : Alain Flick) : Mickey Abbott
- Larry David (VF : William Sabatier) : George Steinbrenner (voix)
- Steve Hytner (VF : Joël Martineau) : Kenny Bania
- Bryan Cranston (VF : Bernard Bollet) : Tim Whatley
- Lawrence Mandley (VF : non crédité) : Larry
- Sandy Baron (VF : non crédité) : Jack Klompus
- Joe Urla (VF : non crédité) : Dugan
- Brenda Strong (VF : Agnès Gribe) : Sue Ellen Mischke
- Lloyd Bridges (VF : non crédité) : Izzy Mandelbaum
- Brian George (VF : Gérard Hernandez) : Babu Bhatt
- Tim DeKay (VF : non crédité) : Kevin
- Peter Crombie (VF : non crédité) : Crazy Joe Davola
- Yul Vazquez (VF : non crédité) : Bob
- John Paragon (VF : non crédité) : Cédric
- Grace Zabriskie (VF : Claude Chantal) : Madame Ross
- Warren Frost (VF : Michel Ruhl) : Henri Ross
- Bob Balaban (VF : Marc François) : Russell Dalrymple
- Richard Fancy (VF : Luc Florian) : Monsieur Lippman
- Jane Leeves (VF : Agnès Gribe) : Marla Penny
- Melanie Smith (VF : Déborah Perret) : Rachel Goldstein
- Ruth Cohen (VF : non crédité) : Ruthie Cohen
- Lisa Mende (VF : non crédité) : Carol
- Mark L. Taylor (VF : non crédité) : Michael
- Sheree North (VF : non crédité) : Babs Kramer
- Susan Walters (VF : non crédité) : Dolores
- Henry Woronicz (VF : non crédité) : Père Curtis
- Michael McShane (VF : non crédité) : Franklin Delano Romanowski
- Philip Baker Hall (VF : non crédité) : Lt. Joe Bookman
- Frances Bay (VF : non crédité) : Mabel Choate
- Miguel Sandoval (VF : non crédité) : Marcelino
- John Christian Graas (VF : non crédité) : Matthew
- Brian Doyle-Murray (VF : non crédité) : Mel Sanger
- Lee Arenberg (VF : non crédité) : Mike Moffit
- Tom Wright (VF : non crédité) : Monsieur Morgan
- Gordon Jump (VF : non crédité) : Monsieur Tomasulo
- Kristin Davis (VF : non crédité) : Jenna
- Kelly Coffield (VF : non crédité) : Noreen
- Brian Reddy (VF : non crédité) : Dan
- Megan Cole (VF : non crédité) : Peggy
- Ping Wu (VF : non crédité) : Ping
- Reni Santoni (VF : non crédité) : Poppie
- Bruce Mahler (VF : non crédité) : Rabbi Glickman
- Melanie Smith (VF : non crédité) : Rachel Goldstein
- Sonya Eddy (VF : non crédité) : Rebecca DeMornay
- Sam Lloyd (VF : non crédité) : Ricky
- Kathy Griffin (VF : non crédité) : Sally Weaver
- Reuven Bar-Yotam  (VF : non crédité) : Shlomo
- Jay Brooks (VF : non crédité) : Sid
- Victor Raider-Wexler (VF : non crédité) : Le Doctor Wexler
- Larry Thomas (VF : non crédité) : The Soup Nazi
- Jennifer Campbell (VF : non crédité) : Tia Van Camp
- Siobhan Fallon Hogan (VF : non crédité) : Tina Robbins
- Lynn Clark (VF : non crédité) : Vanessa
- Wayne Wilderson (VF : non crédité) : Walter
- Bruce Davison (VF : non crédité) : Wyck Thayer
- Maryedith Burrell (VF : non crédité) : Maryedith
- Carol Ann Susi (VF : non crédité) : Carrie Sokol
- Rae Allen (VF : non crédité) : Mère de Carrie Sokol
- Lauren Bowles (VF : non crédité) : Serveuse au Monk's
- Bruce Davison (VF : non crédité) : Wyck
- Barry Diamond (VF : Claude Giraud) : Pat Buckles

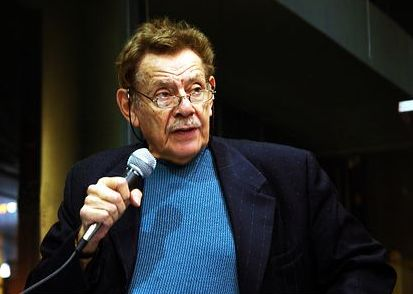
Jerry Stiller (Frank Costanza)
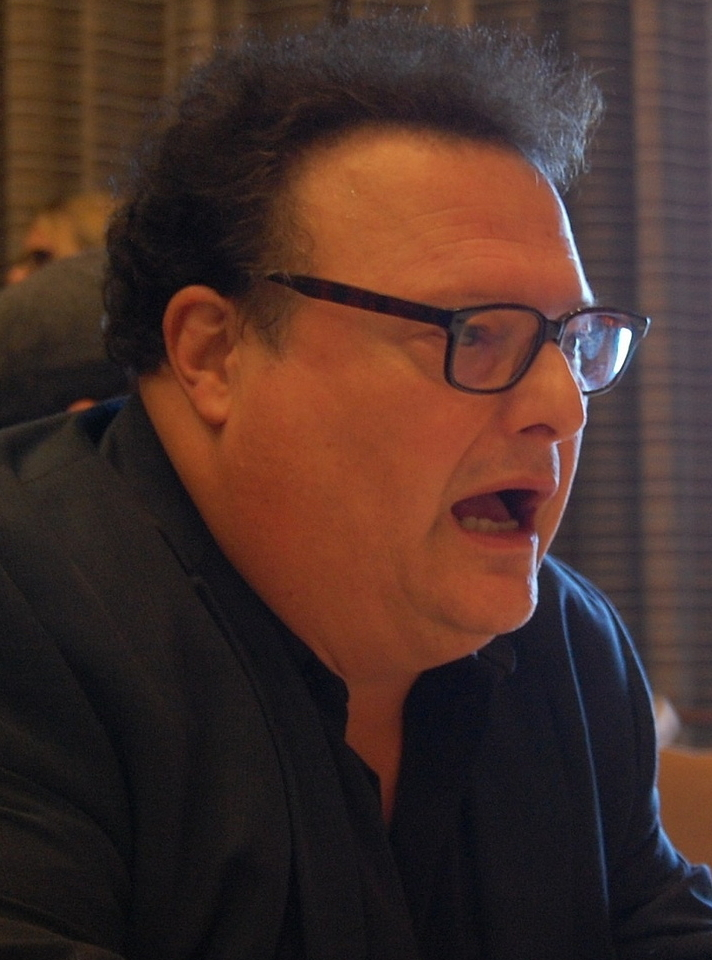
Wayne Knight (Newman)
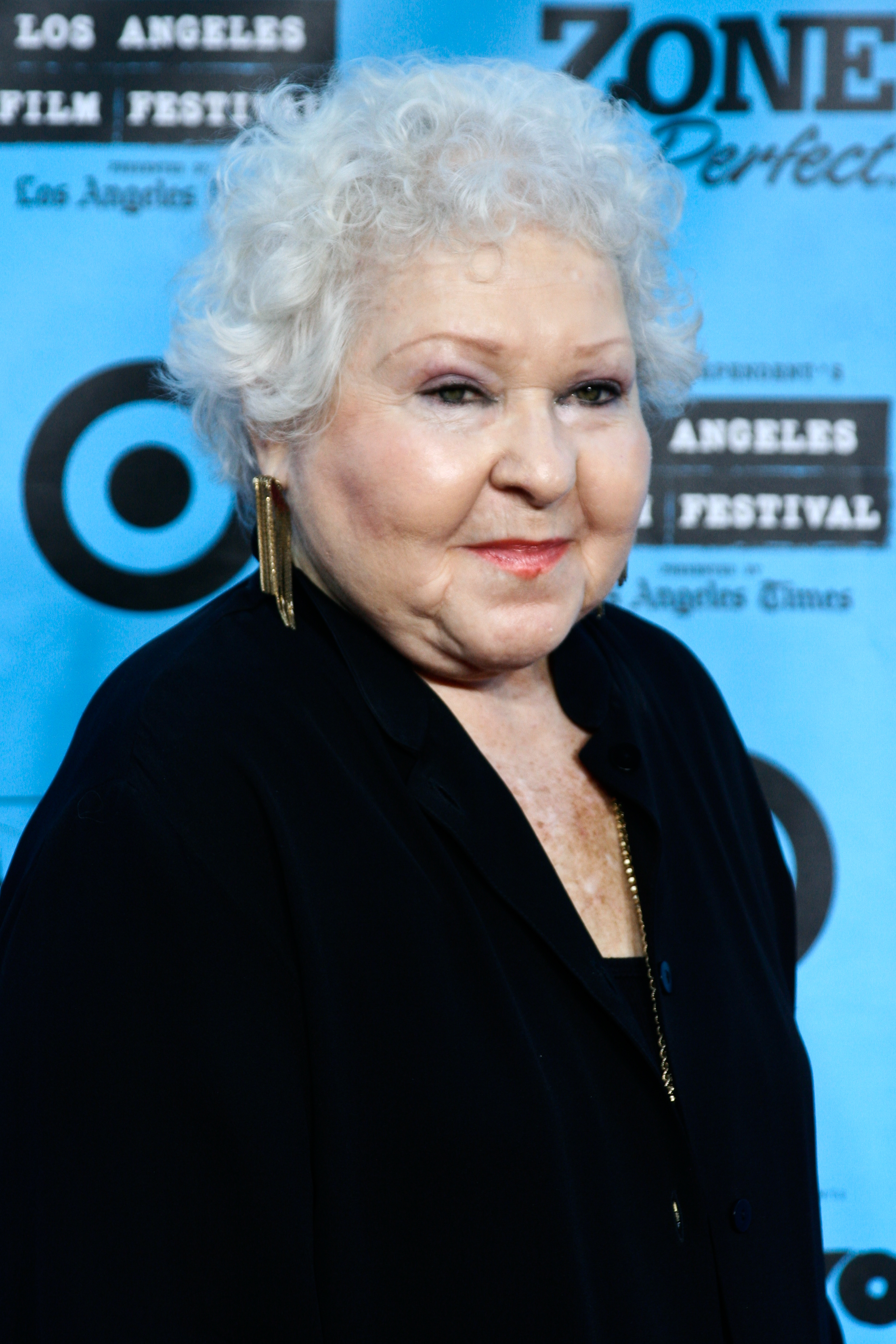
Estelle Harris (Estelle Costanza)
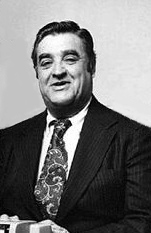
Barney Martin (Morty Seinfeld)
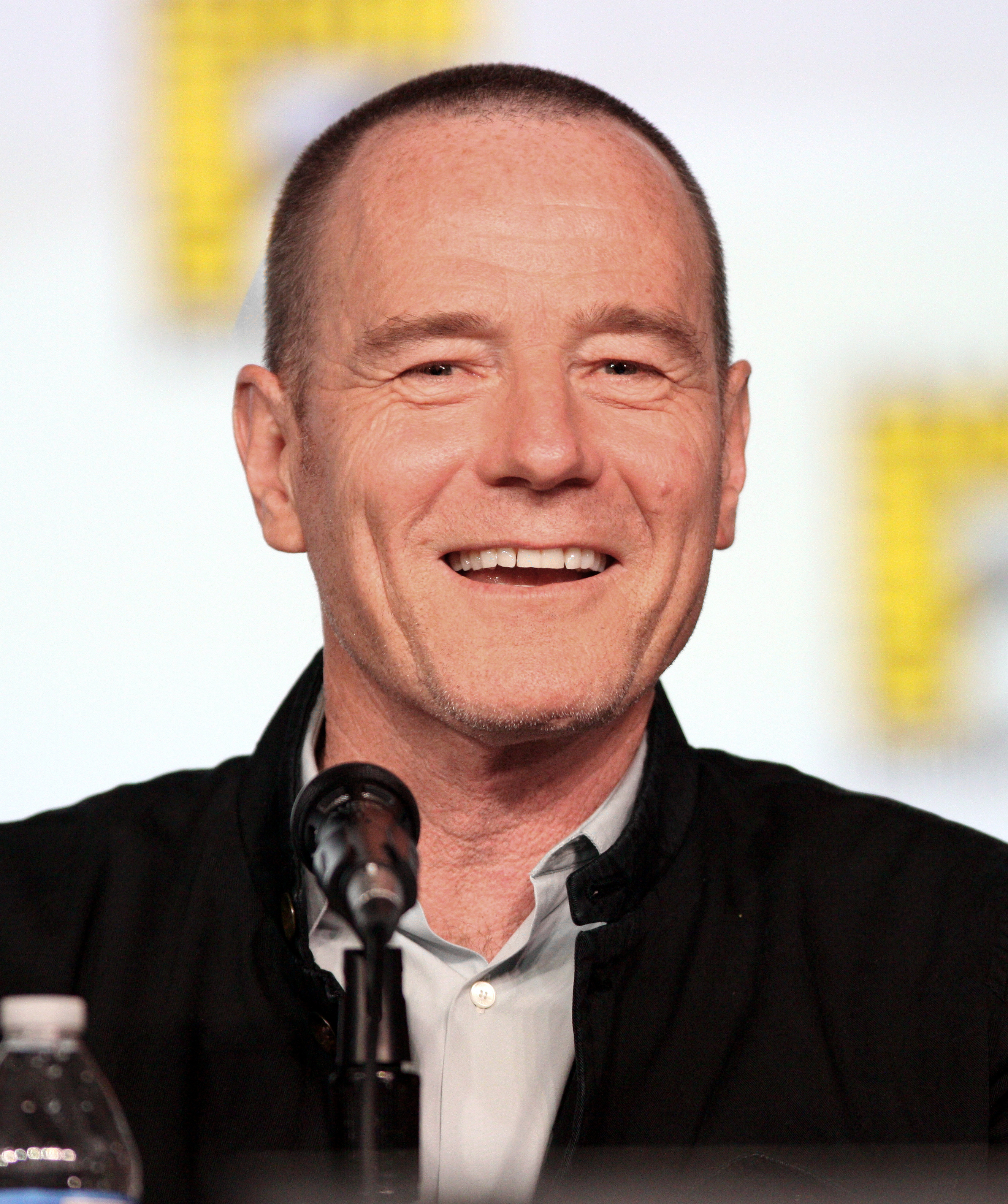
Bryan Cranston (Tim Whatley)
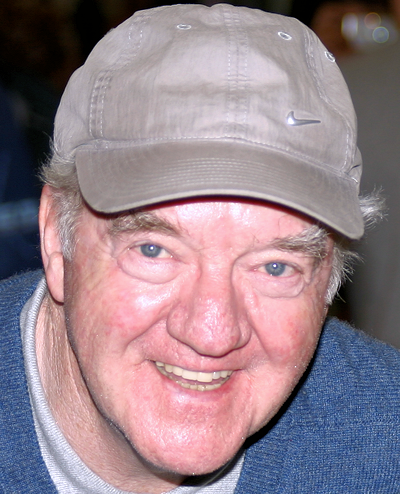
Richard Herd (Matt Wilhelm)
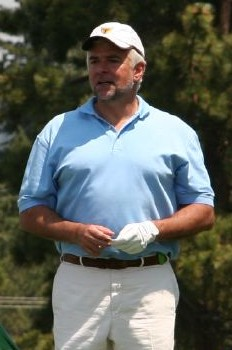
John O'Hurley (Jacopo J. Peterman)
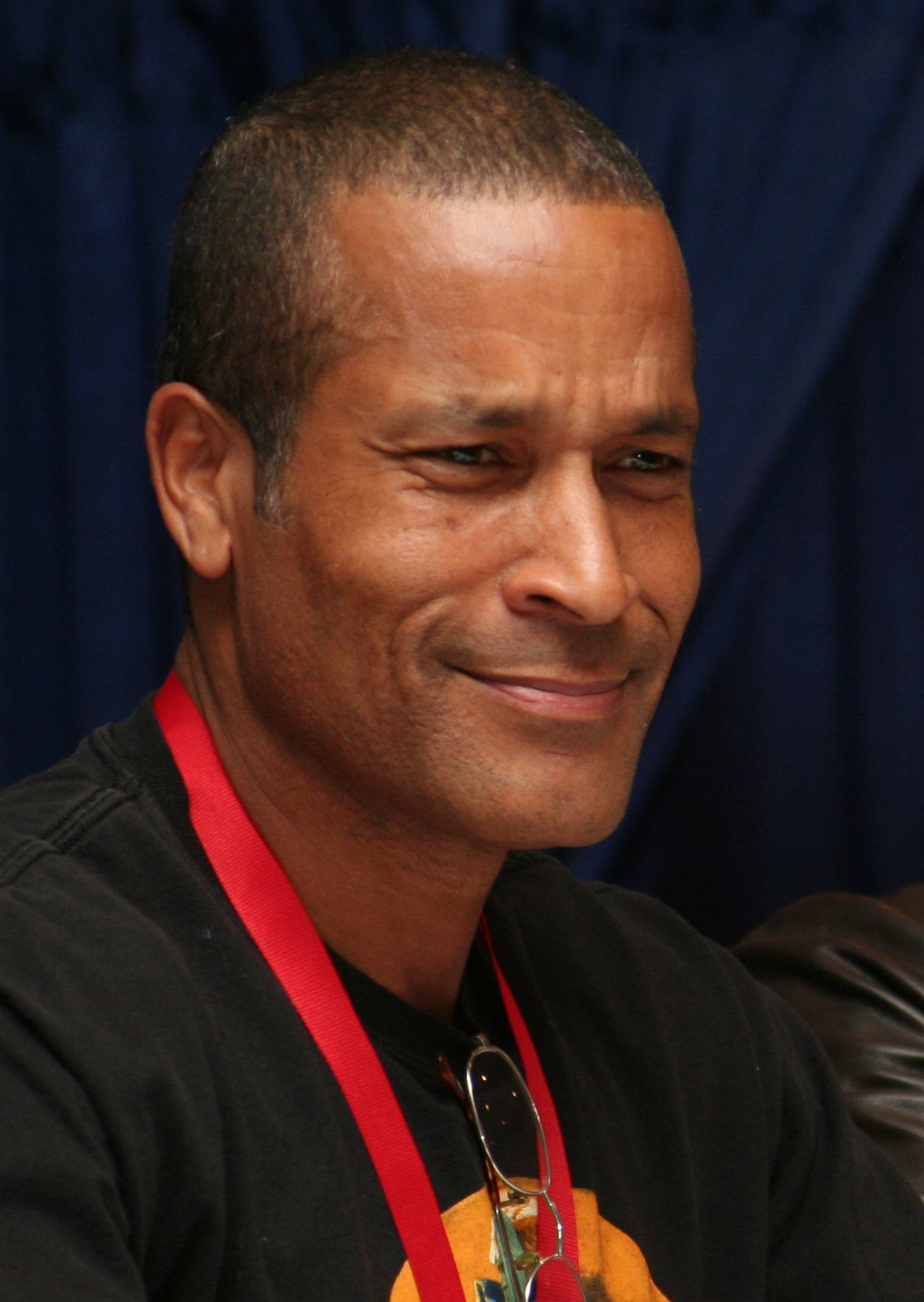
Phil Morris (Jackie Chiles)
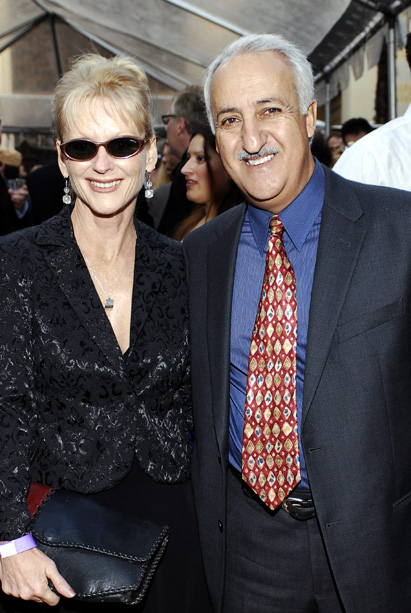
Brian George (Babu Bhatt)
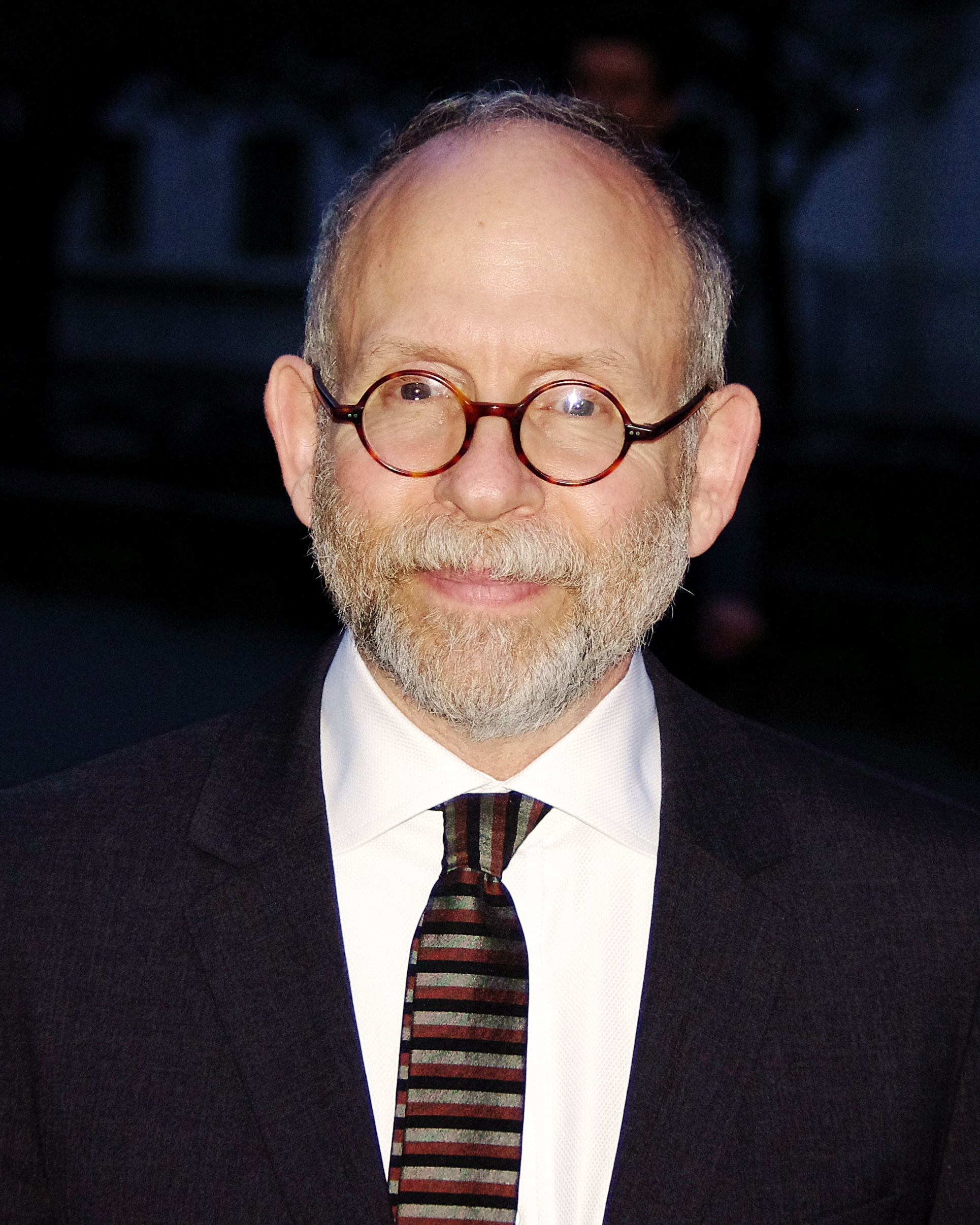
Bob Balaban (Russell Dalrymple)
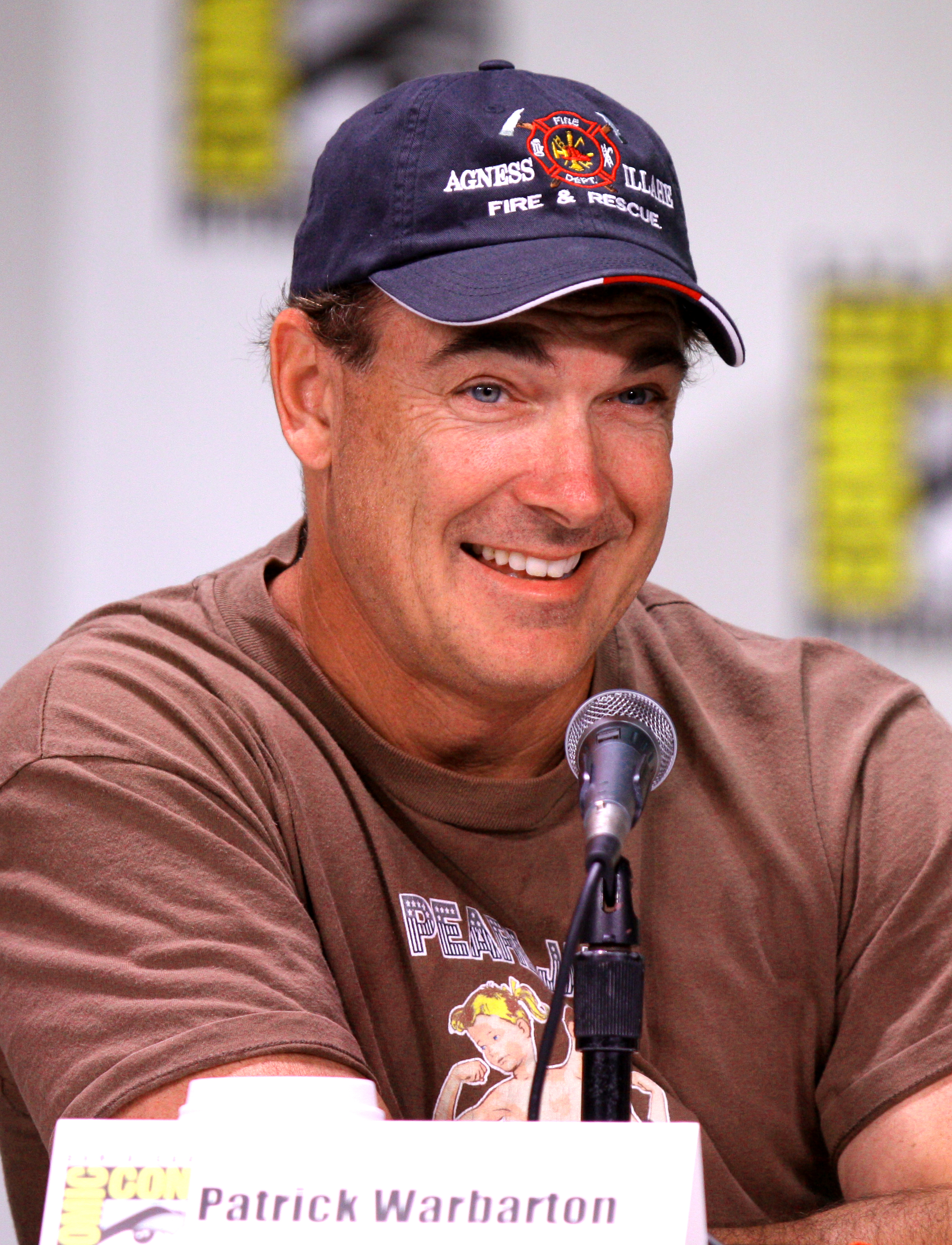
Patrick Warburton (David Puddy)
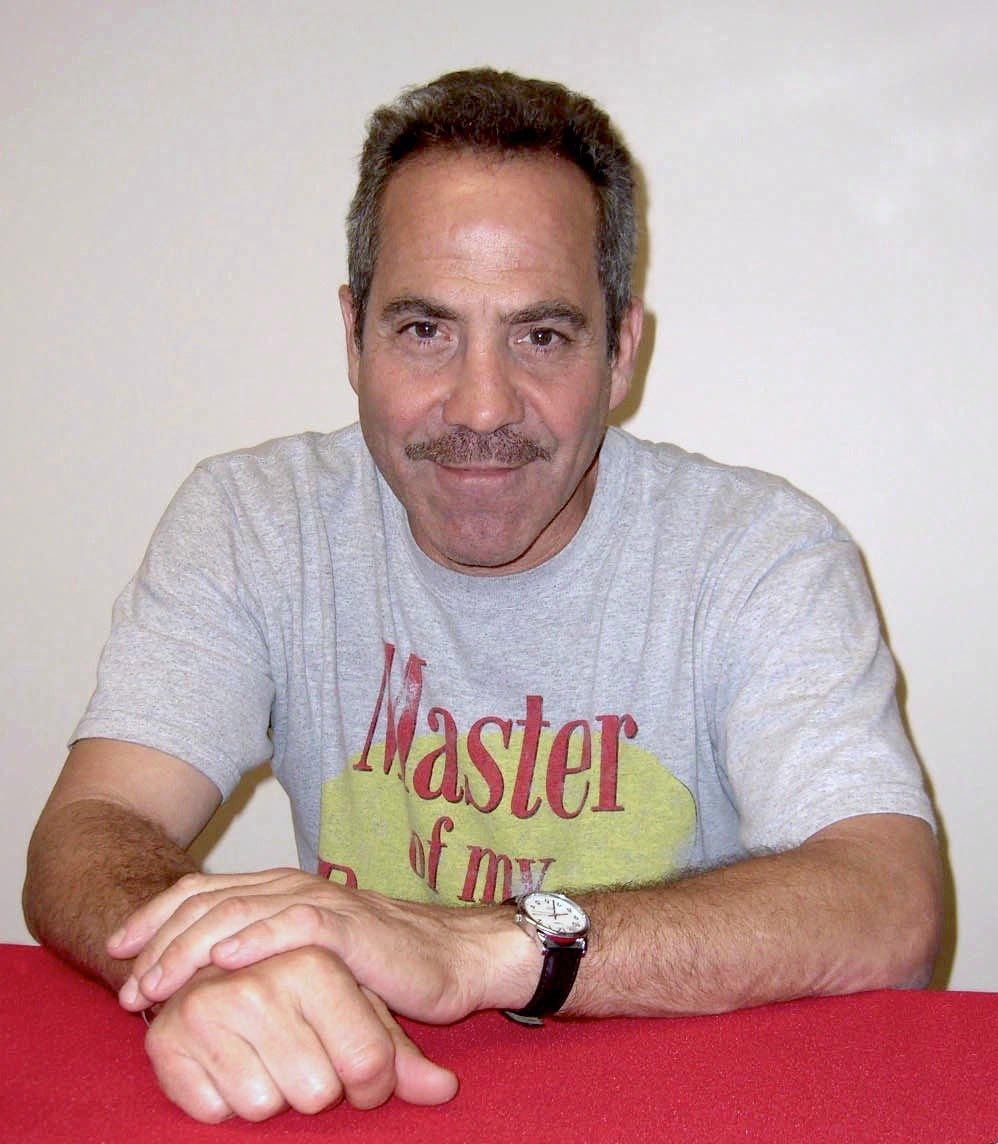
Larry Thomas (The Soup Nazi)
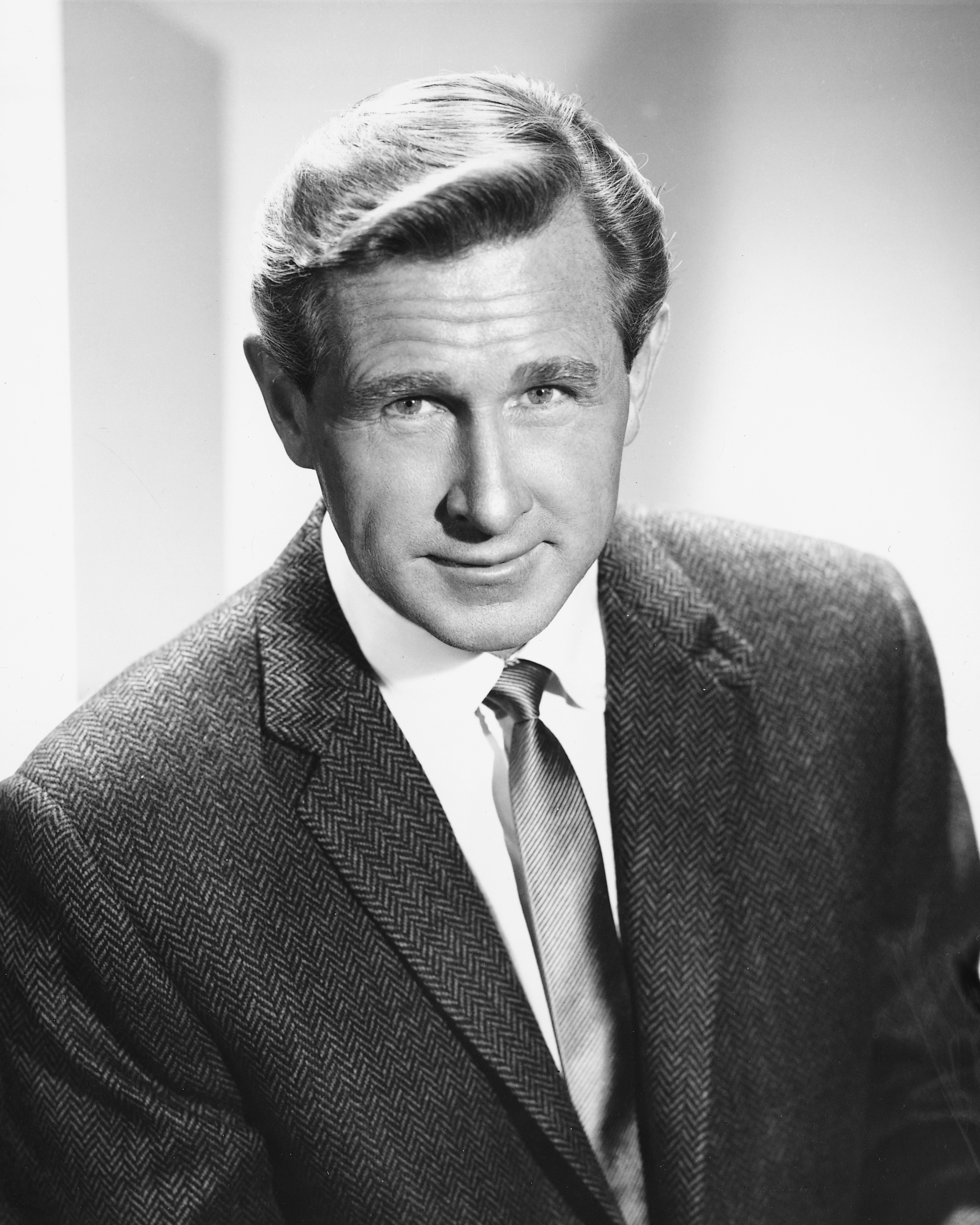
Lloyd Bridges (Izzy Mandelbaum)
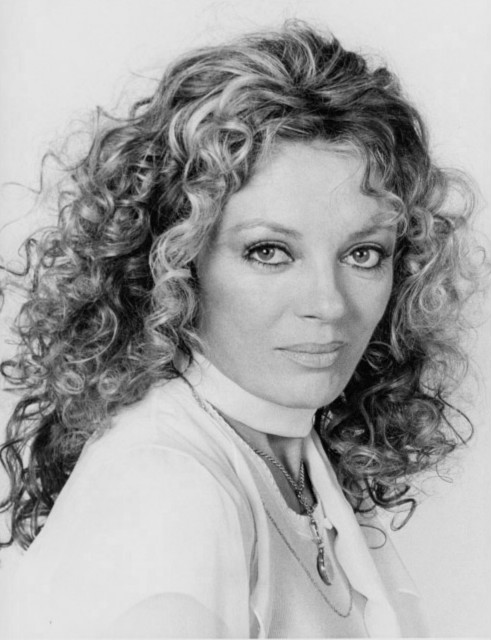
Sheree North (Barbara Kramer)
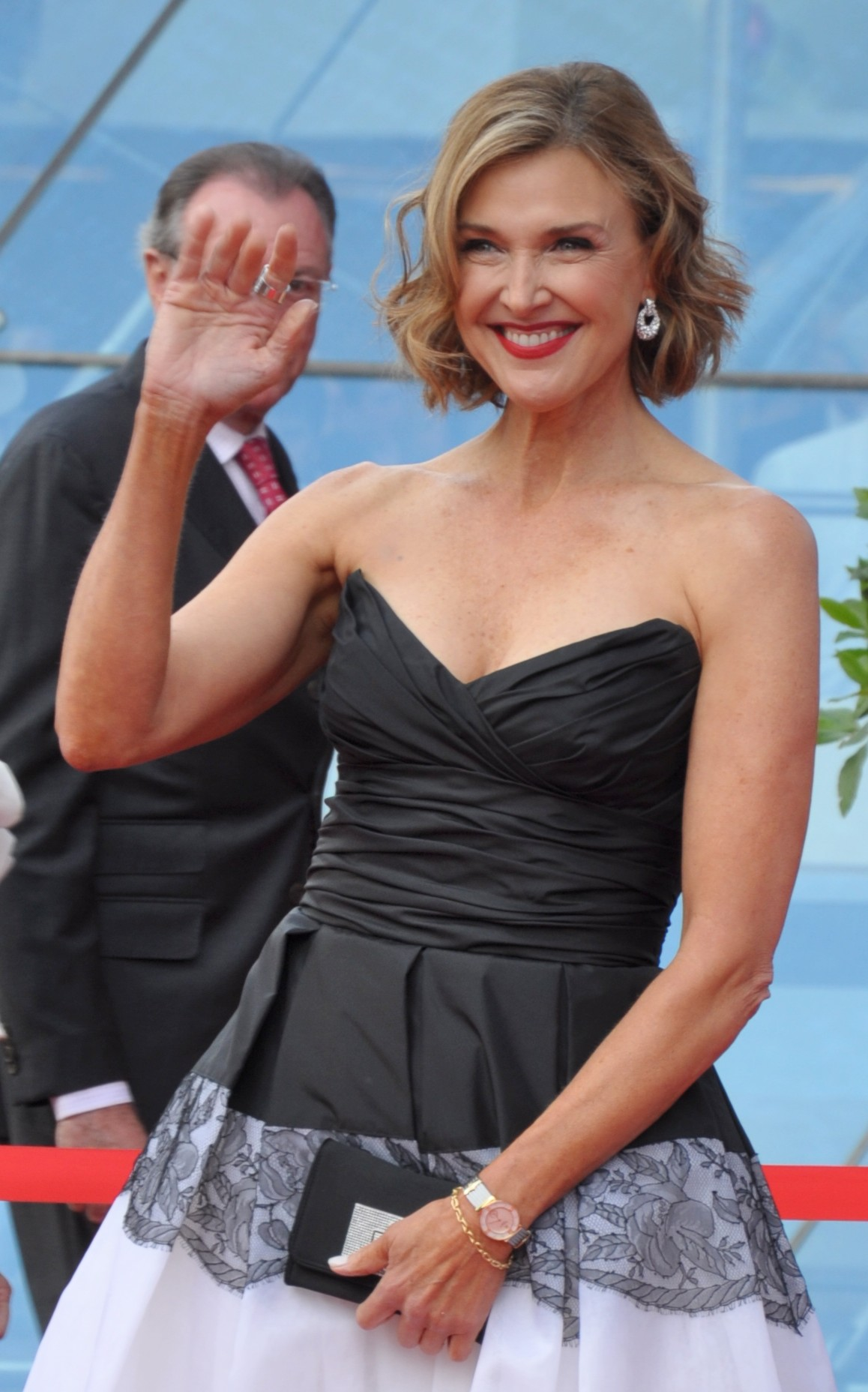
Brenda Strong (Sue Ellen Mischke)
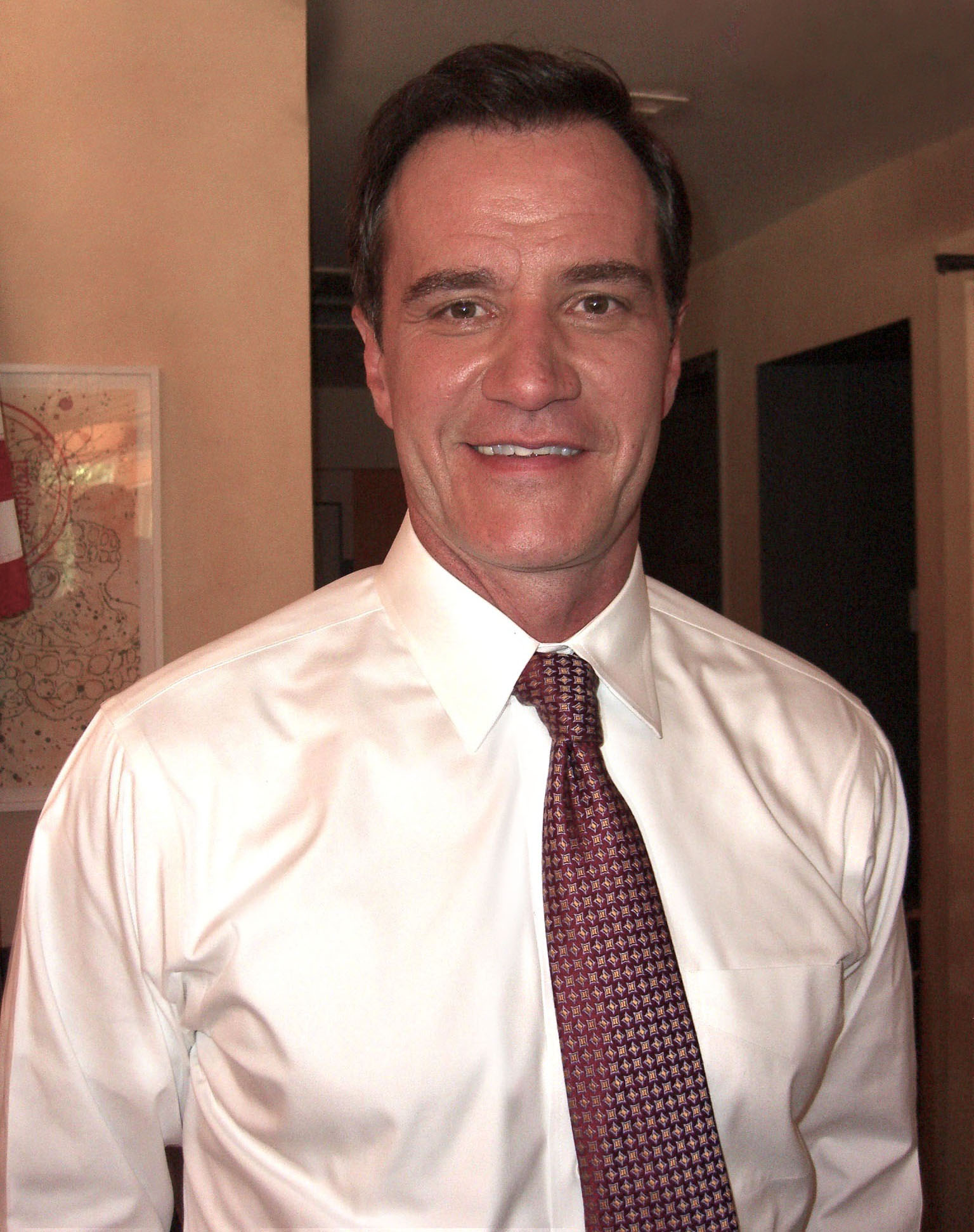
Tim DeKay (Kevin)
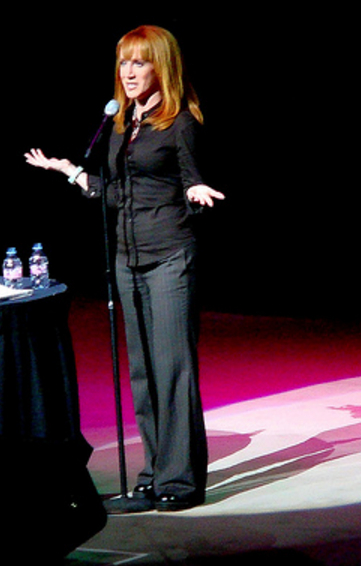
Kathy Griffin (Sally Weaver)
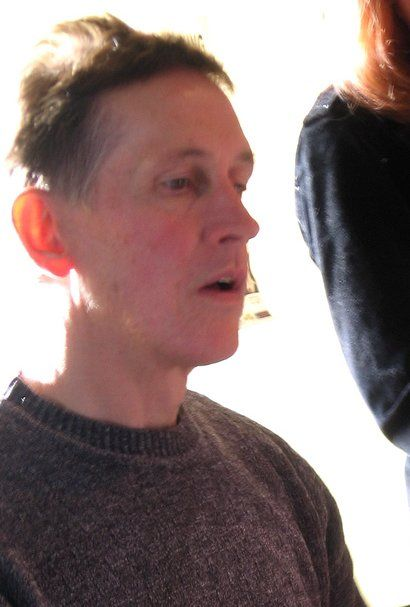
Mark Metcalf (Le maestro)

### Acteurs invités
Seinfeld a permis de voir un grand nombre d'acteurs confirmés et de futures stars avec notamment
Alison Armitage, Candice Bergen, Corbin Bernsen, Richard Burgi, Tobin Bell, Kristin Bauer, Courteney Cox, Marcia Cross, Jennifer Coolidge, Melinda Clarke, Michael Chiklis, Melanie Chartoff, Debbie Lee Carrington, Daniel Dae Kim, Kevin Dunn, Michael Des Barres, Peter Dinklage Bruce Davison, David James Elliott, Lisa Edelstein, Jon Favreau, Michelle Forbes, Michael Fishman, Neil Flynn, Anna Gunn, Brad Garrett, Janeane Garofalo, Kathy Griffin, Lauren Graham, Jon Gries, Jami Gertz, David Graf, Jennifer Guthrie, Phil Hartman, Teri Hatcher, Mariska Hargitay, James Hong, Toby Huss, Kathryn Joosten, Peter Krause, Catherine Keener, Lori Loughlin, Jon Lovitz, Sam Lloyd, Charlotte Lewis, Mark Christopher Lawrence, Marlee Matlin, Debra Messing, Larry Miller, Megan Mullally, Bette Midler, Wendie Malick, Jerry Maren, Bob Odenkirk, Patton Oswalt, Rick Overton, Amanda Peet, Brian Posehn, Andrea Parker, Denise Richards, Al Ruscio, Debra Jo Rupp, Judge Reinhold, Brenda Strong, James Spader, Fred Savage, Timothy Stack, Helen Slater, Glenn Shadix, Rob Schneider, Armin Shimerman, Rena Sofer, Jill St John, Sarah Silverman, Stephen Tobolowsky, Marisa Tomei, Mel Tormé, Shaun Toub, Jon Voight, Robert Wagner, Raquel Welch, George Wendt, Maggie Wheeler, George Wallace, Gedde Watanabe et Constance Zimmer.

### Personnalités invitées
D'autres personnalités y ont fait des apparitions, comme le maire de New York, Rudy Giuliani, le manager des Orioles de Baltimore, Buck Showalter, l'annonceur sportif Bob Sheppard, les joueurs de baseball, Roger McDowell, Keith Hernandez, Bernie Williams, Danny Tartabull, Paul O'Neill et Derek Jeter, les journalistes Al Roker, Bryant Gumbel, Keith Morrison et Geraldo Rivera, les présentateurs Regis Philbin, Kathie Lee Gifford, Keith Morrisonn, Alex Trebek, Jay Leno et David Letterman et la troupe des The Flying Karamazov Brothers.

## Épisodes
Seinfeld se répartit en 9 saisons de 22 ou 24 épisodes, à l'exception de la première qui n'en comporte que 5 et la deuxième qui en compte 13. Cela constitue un total de 180 épisodes.

## Diffusion et audience

### À la télévision

#### Aux États-Unis
Seinfeld totalise la troisième plus grande audience pour un épisode final derrière MASH et Cheers avec 76,3 millions de téléspectateurs. Selon le New York Times, le 14 mai 1998, les rues de Los Angeles auraient été vides durant la diffusion du dernier épisode de la série. Ce jour-même, Nancy Sinatra a prévu de rendre visite à son père, Frank Sinatra, alors âgé de 82 ans, mais elle décide de rester chez elle pour regarder Seinfeld. Au milieu de l’épisode, Frank Sinatra subit une crise cardiaque. L'ambulance serait alors arrivée sur les lieux en quelques minutes, mais Sinatra décède à l'hôpital plus tard dans la journée. Nancy Sinatra aurait alors reçu un appel qu'après le décès de son père.
Le lendemain de la diffusion de l'épisode final, une grande partie des 76 millions de téléspectateurs ont reproché à Jerry Seinfeld et Larry David d'avoir fait un doigt d’honneur à leurs fans en concoctant un épisode décousu qui rompait avec le ton de la série et qui, en plus, finissait mal. Selon un article du Vanity Fair de 1998, la décision de mettre fin à la série après neuf saisons est née de l’obsession de Jerry Seinfeld pour le numéro neuf. « Neuf c'est cool », a déclaré Seinfeld dans l'interview, « À la fin, nous aurions fait 180 épisodes (1 + 8 = 9). Quand je pensais quitter la série, je ne pensais qu'au neuf. Les gens disaient dix, pourquoi pas dix ? Mais dix, c'est nul. Neuf est mon numéro. Et ensuite, j'ai découvert que neuf, en numérologie, signifiait l'achèvement ».

Audience moyenne par saison de Seinfeld.

#### À l'étranger
Seinfeld a connu un succès moindre hors des États-Unis. L'humour juif et certains sujets abordés — comme l'holocauste — ont par ailleurs rendu la traduction en allemand difficile. Les traducteurs ont donc dû changer le sens de certaines blagues pour réaliser la version allemande. Le doublage français est également reconnu comme de mauvaise qualité, ce qui aurait affecté la réputation de la série en France. Selon Julie Cantine de la chaîne française L'Enorme, « toute chaîne qui veut diffuser Seinfeld doit avoir un public habitué à la vie américaine et à la culture du standup »,.
Seinfeld est diffusé en France sur Canal+ dès 1993, puis à partir de 1997 sur Canal Jimmy,. La série est ensuite rediffusée sur Canal+ entre 1999 et 2004. En 1997, le directeur des programmes de France 2, qui diffuse alors Friends, avoue que la chaîne n'est pas intéressée par Seinfeld car « les personnages sont moins séduisants physiquement » ; la chaîne diffuse cependant un épisode de la série en 1998 pour son programme La famille sitcom. Seinfeld a également été rediffusée sur L'Enorme TV en 2013.
En Suisse, la série est diffusée sur la TSR dans les années 1990,. En Belgique, la série a notamment été diffusée sur Be Séries.

### En ligne
La série passe sur la plateforme Netflix depuis le 1er octobre 2021 avec un recadrage 16:9. Celui-ci fait alors rater certains gags visuels, notamment dans l'épisode Brosse à dents et porte clefs (The Pothole) : le recadrage fait que le fameux nid-de-poule n'est pas visible à l’écran, bien que celui-ci soit essentiel à l'épisode.
Sony se lance dans le monde du streaming gratuit avec Sony One, une offre de 54 chaînes avec du contenu varié et populaire, dans plusieurs pays d’Europe, dont la France. Parmi les chaînes proposées par Sony, on trouve la chaîne Comedy TV, composée de séries comiques telles que Seinfeld.

### Retombées financières
Seinfeld est une des séries qui a connu le plus grand succès financier de tous les temps. Pour la diffusion de sa dernière saison, il est estimé que les revenus publicitaires ont rapporté près de 200 millions de dollars à la NBC. Cette dernière dépense alors près de 120 millions pour le tournage de la saison 9. NBC n'est pas la société de production de la série, ce rôle étant tenu par Time Warner, Sony et Jerry Seinfeld, elle ne touche donc pas d'argent pour la rediffusion des épisodes de Seinfeld sur d'autres chaînes ; en 1998, avant la diffusion de la saison 9, cette somme s'élève déjà à un milliard de dollars. La même année, Turner Broadcasting paye la somme record d'un million de dollars par épisode pour rediffuser certains épisodes de Seinfeld. Selon le président de Warner Brothers Entertainment Barry Meyer, en 2010 la somme rapportée par les rediffusions de Seinfeld s'élève à 2,7 milliards de dollars. En 2019, la diffusion d'un épisode de Seinfeld coûte entre 200 000 et 250 000 dollars.
Pour la première saison, Jerry Seinfeld gagne 20 000 dollars par épisode. Cette somme évolue au courant des saisons : le créateur de la série gagne 40 000 $ par épisode pour les saisons 2 et 3, 100 000 $ pour les saisons 4, 5 et 6, 500 000 $ pour les saisons 7 et 8 et 1 million par épisode pour la dernière saison,, ; lorsque Jerry Seinfeld a annoncé vouloir arrêter la série, NBC lui aurait proposé un salaire de 5 millions par épisode pour une dixième saison. Jerry Seinfeld aurait ainsi touché près de 60 millions de dollars simplement avec son salaire de Seinfeld. Julia Louis-Dreyfus, Jason Alexander et Michael Richards gagnent quant à eux 600 000 $ par épisode pour la dernière saison. Les trois ne touchent cependant pas de royalties pour leur travail sur Seinfeld. Au total, il est estimé que Larry David et Jerry Seinfeld auraient touché près de 850 millions de dollars chacun grâce à Seinfeld.
Les droits de diffusion en streaming de Seinfeld ont donné lieu à une compétition entre les grandes plateformes. En 2015, Sony Pictures les cède pour six ans à la plateforme Hulu pour une somme estimée entre 130 et 180 millions de dollars. En 2019, Netflix dépense 500 millions de dollars pour pouvoir diffuser Seinfeld pendant cinq ans dès 2021.
En 2013, le Bureau de l'analyse économique a fait le calcul du produit intérieur brut du pays en créant une nouvelle catégorie afin de compter les séries à succès en tant qu'investissements plutôt que des dépenses. La série a contribué à près de 70 milliards de dollars dans le PIB des États-Unis.

## Accueil

### Critique
| Pour des raisons techniques, il est temporairement impossible d'afficher le graphique qui aurait dû être présenté ici. |          |          |          |          |          |          |          |          |          |
| \| \| Saison 1 \| Saison 2 \| Saison 3 \| Saison 4 \| Saison 5 \| Saison 6 \| Saison 7 \| Saison 8 \| Saison 9 \| \| Rotten Tomatoes \| 75[50] \| 100[51] \| 100[52] \| 100[53] \| 100[54] \| 80[55] \| 100[56] \| 86[57] \| 61[58] \| |          |          |          |          |          |          |          |          |          |
| | Saison 1 | Saison 2 | Saison 3 | Saison 4 | Saison 5 | Saison 6 | Saison 7 | Saison 8 | Saison 9 |
| Rotten Tomatoes | 75       | 100      | 100      | 100      | 100      | 80       | 100      | 86       | 61       |

- Metacritic : 84/100 (16 critiques)[59]

### Spectateurs
Le site SensCritique attribue à Seinfeld une note de 7,4/10 sur plus de 4 000 avis de spectateurs. Le site IMDb affiche une moyenne de 8,8/10 d'après plus de 290 000 avis, la série se classant à la 48e position de leur top 250 des séries télévisées. Sur Rotten Tomatoes, la note moyenne attribuée à la série est de 89 % tandis que 93 % des utilisateurs l'ont noté avec 3,5 étoiles sur 5 ou plus. Sur le site The Movie Database (TMDb), elle obtient une note moyenne de 83 % sur plus de 2 000 avis.

## Distinctions
La série est incluse dans de nombreuses listes répertoriant les meilleures séries télévisées. Elle se positionne 3e sur la liste des « nouveaux classiques de la télévision », classant les cent meilleurs séries télévisées de 1983 à 2008 selon Entertainment Weekly. La chaîne de télévision Bravo classe la distribution de Seinfeld à la 6e place de sa liste des « 100 plus grands personnages de télévision de tous les temps » publiée en 2004. En 2013, la Writers Guild of America la positionne à la 2e place de sa liste des 101 séries télévisées les mieux écrites. En 2016, le magazine américain Rolling Stone la classe 5e dans sa liste des « 100 meilleures émissions de télévision de tous les temps ».
Seinfeld a été nommée et récompensée par une grande variété de distinctions, y compris 68 nominations et 10 prix remportés aux Primetime Emmy Award, comprenant les prix de la « meilleure série télévisée comique » (Outstanding Comedy Series) pour sa quatrième saison en 1993 ; « meilleur scénario pour une série télévisée comique » pour Elaine Pope et Larry Charles en 1992 ; « meilleur scénario pour une série télévisée comique » pour Larry David en 1993 ; deux prix du « meilleur montage à caméras multiples pour une série » pour Janet Ashikaga en 1992 et 1995, ; trois prix du « meilleur acteur dans un second rôle dans une série télévisée comique » pour Michael Richards en 1993, 1994 et 1997,, ; et un prix de « meilleure actrice dans un second rôle dans une série télévisée comique » pour Julia Louis-Dreyfus en 1996. Aux Golden Globes, la série est nommée 15 fois pour trois récompenses, toutes en 1994 : « meilleure série télévisée musicale ou comique » pour sa saison 5, « meilleur acteur dans une série télévisée musicale ou comique » pour Jerry Seinfeld et « meilleure actrice dans un second rôle dans une série, une mini-série ou un téléfilm » pour Julia Louis-Dreyfus. La série a également remporté trois Screen Actors Guild Awards pour « meilleure distribution dans une série comique » en 1995, 1997 et 1998, tandis que Jason Alexander et Julia Louis-Dreyfus y ont été récompensés respectivement en 1995 en tant que « meilleur acteur dans une série comique » et en 1997 et 1998 en tant que « meilleure actrice dans une série comique »,,. En 1992, Tom Cherones remporte un Directors Guild of America Awards de la « meilleure réalisation pour une série comique » pour l'épisode Onaniste qui mal y pense (The Contest), prix également attribué à deux occasions par Andy Ackerman (en 1996 pour Du bon pain et en 1997 pour Trahison),,. Aux Writers Guild of America Awards, les scénaristes de la série ont été récompensés à quatre occasions dans la catégorie « Episodic Comedy » : Larry David en 1993 pour Onaniste qui mal y pense (The Contest), Lawrence H. Levy en 1994 pour Les Mangues (The Mango), David Mandel en 1996 pour Le Monde de George (The Pool Guy) et Greg Kavet et Andy Robin en 1997 pour Poker mentor (The Fatigues),,,. Enfin, la série est élue « série télévisée de comédie de l'année » trois fois entre 1996 et 1997 par les People's Choice Awards,,, et elle reçoit le British Comedy Award de la « meilleure série internationale comique » en 2001.

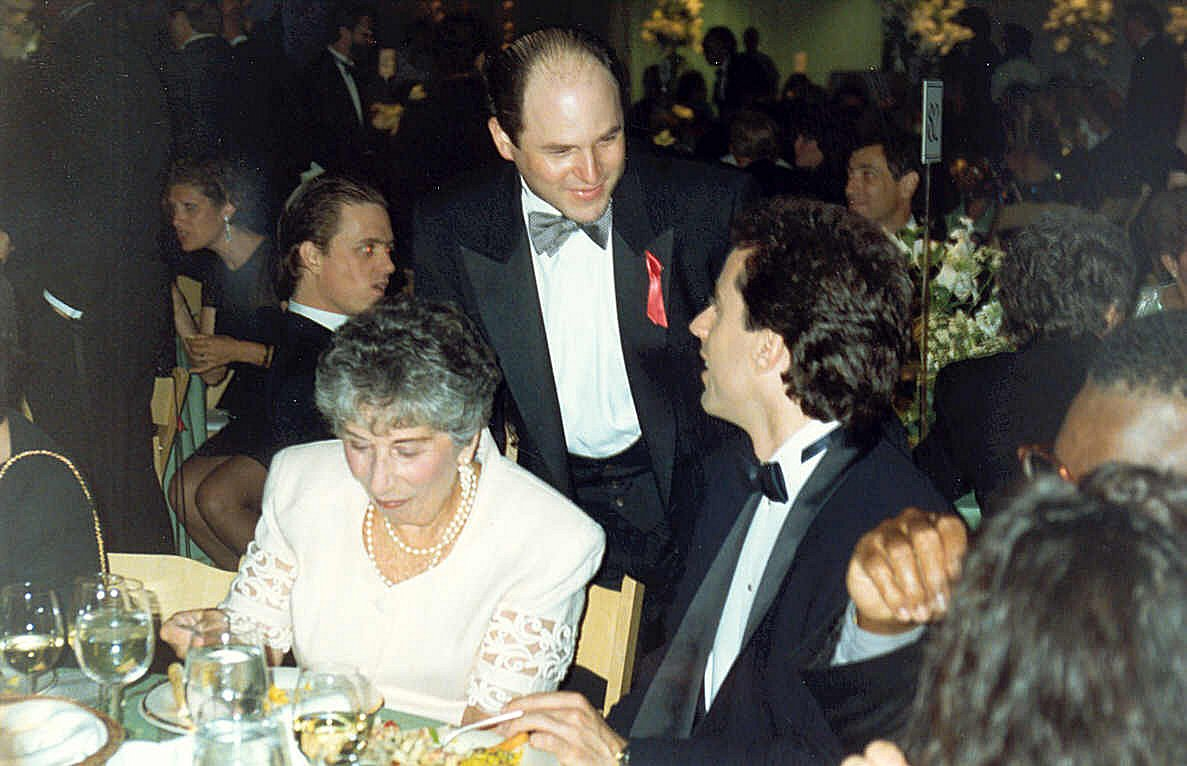
Jason Alexander et Jerry Seinfeld au Emmy Awards, 1992
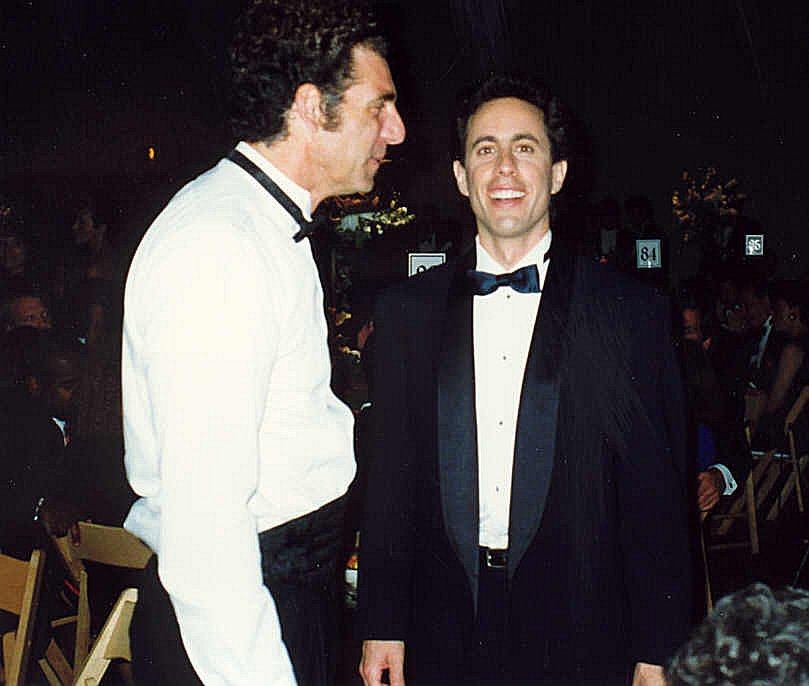
Michael Richards et Jerry Seinfeld au Emmy Awards, 1992
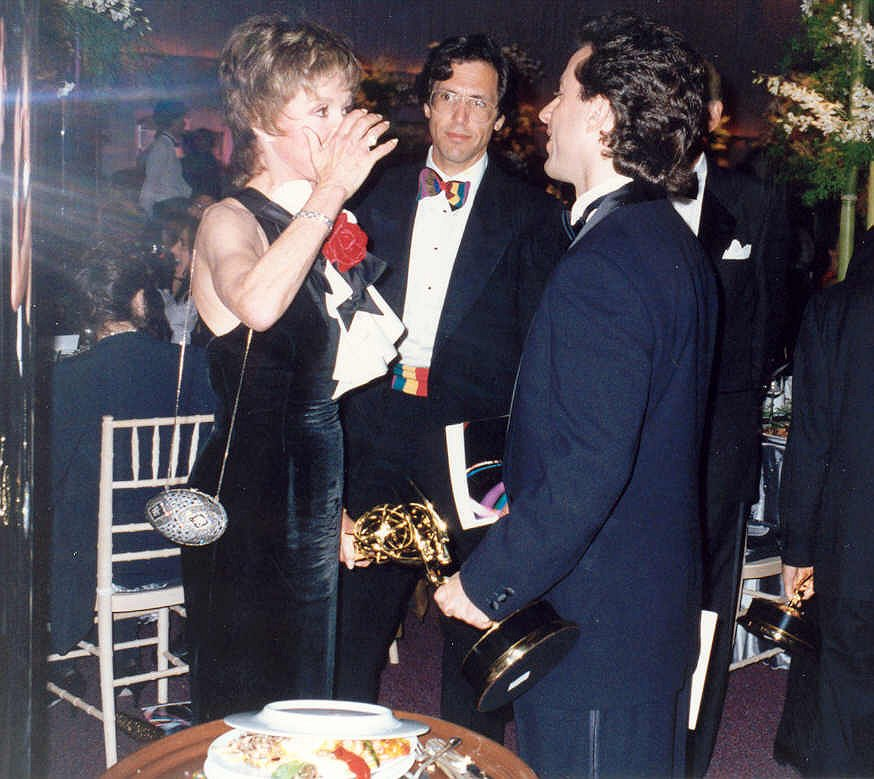
La comédienne Mary Tyler Moore et Jerry Seinfeld, aux Emmy Awards, 1993.
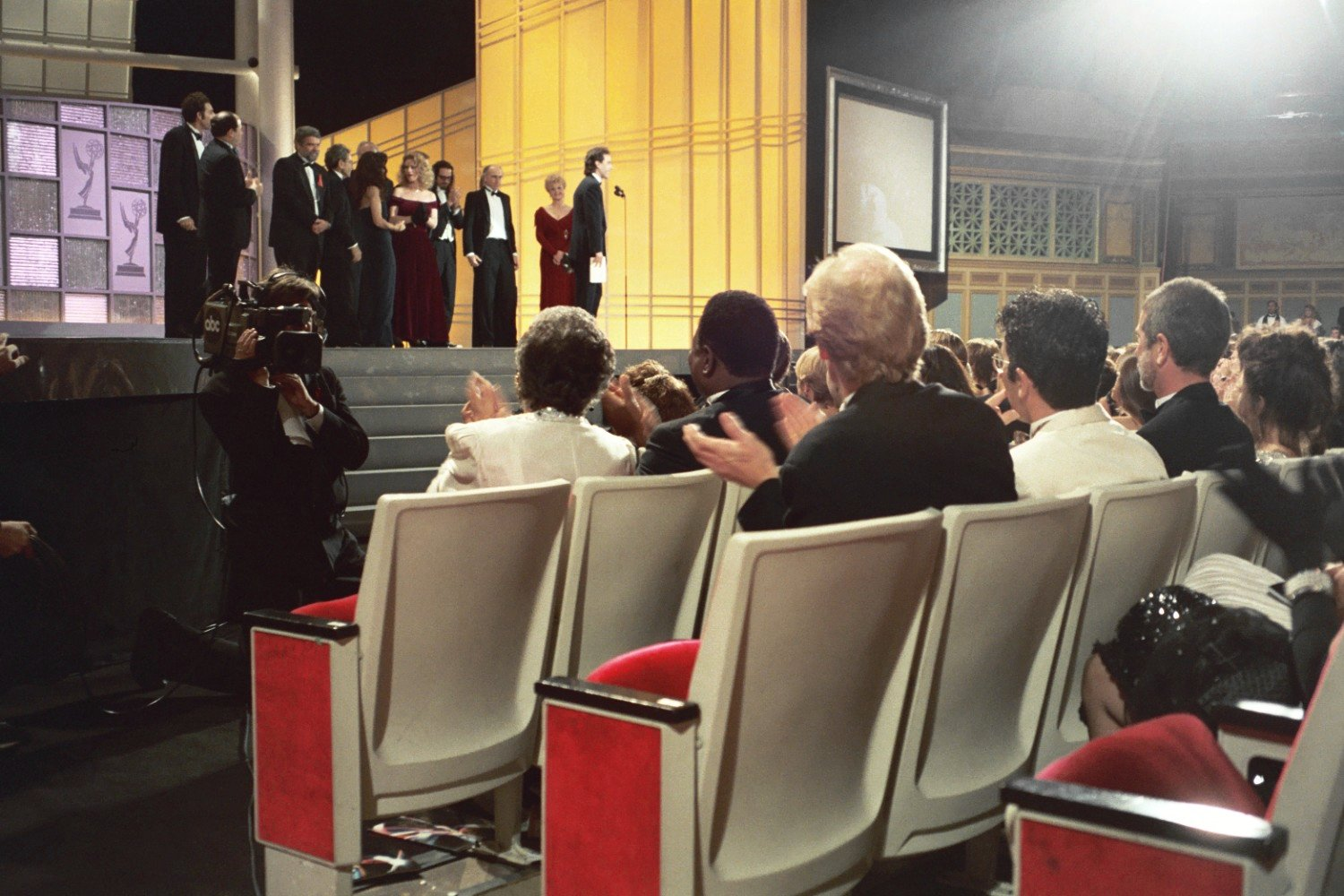
Le casting de Seinfeld aux Emmy Awards, 1993.
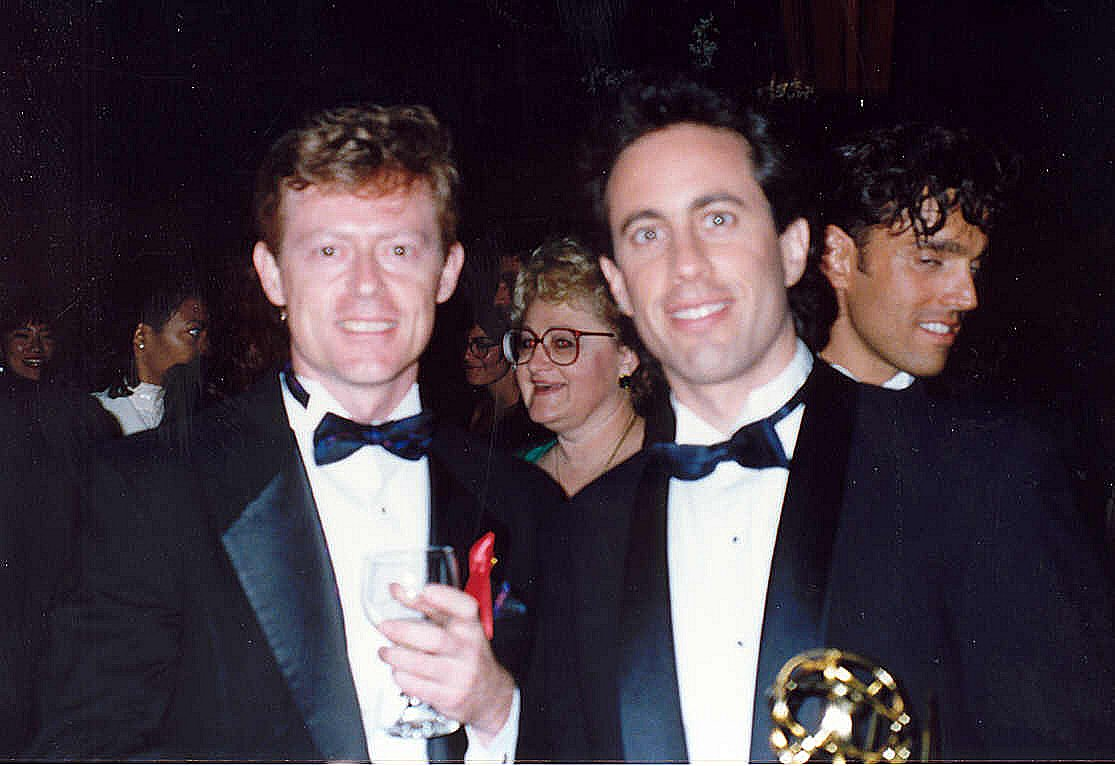
Jerry Seinfeld et Alan Light au Emmy Awards, 1993
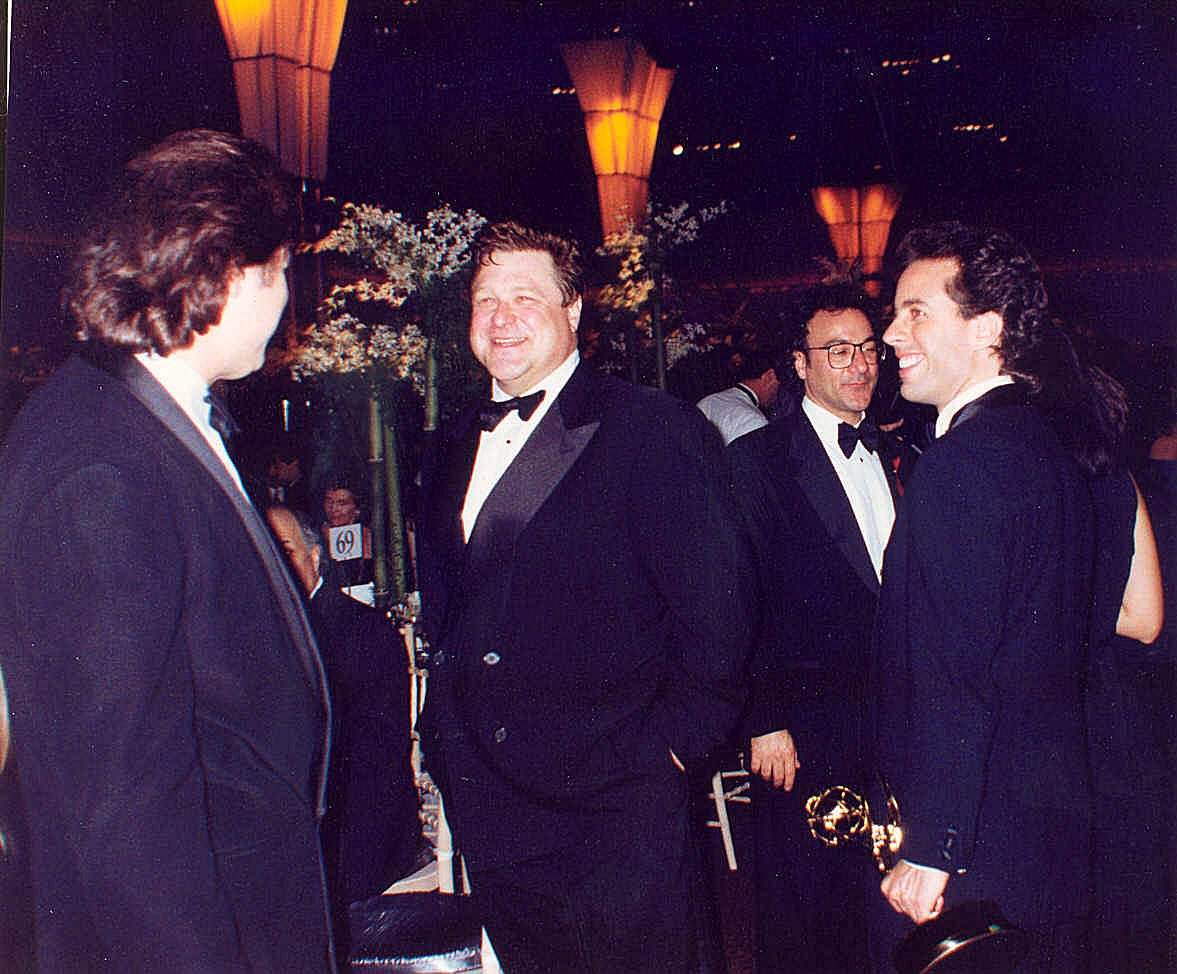
John Goodman et Jerry Seinfeld au Emmy Awards, 1993
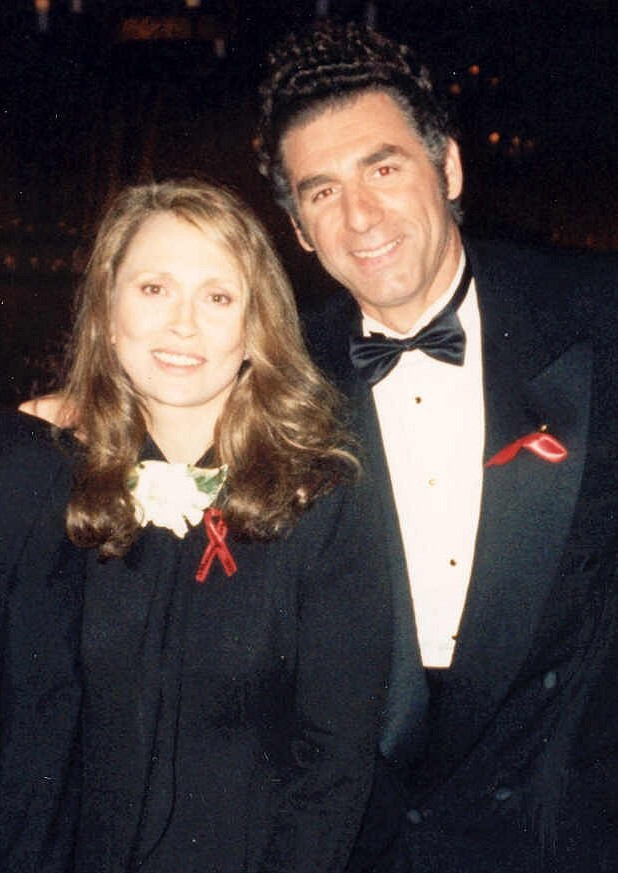
Michael Richards et Faye Dunaway aux Emmy Awards, 1994.
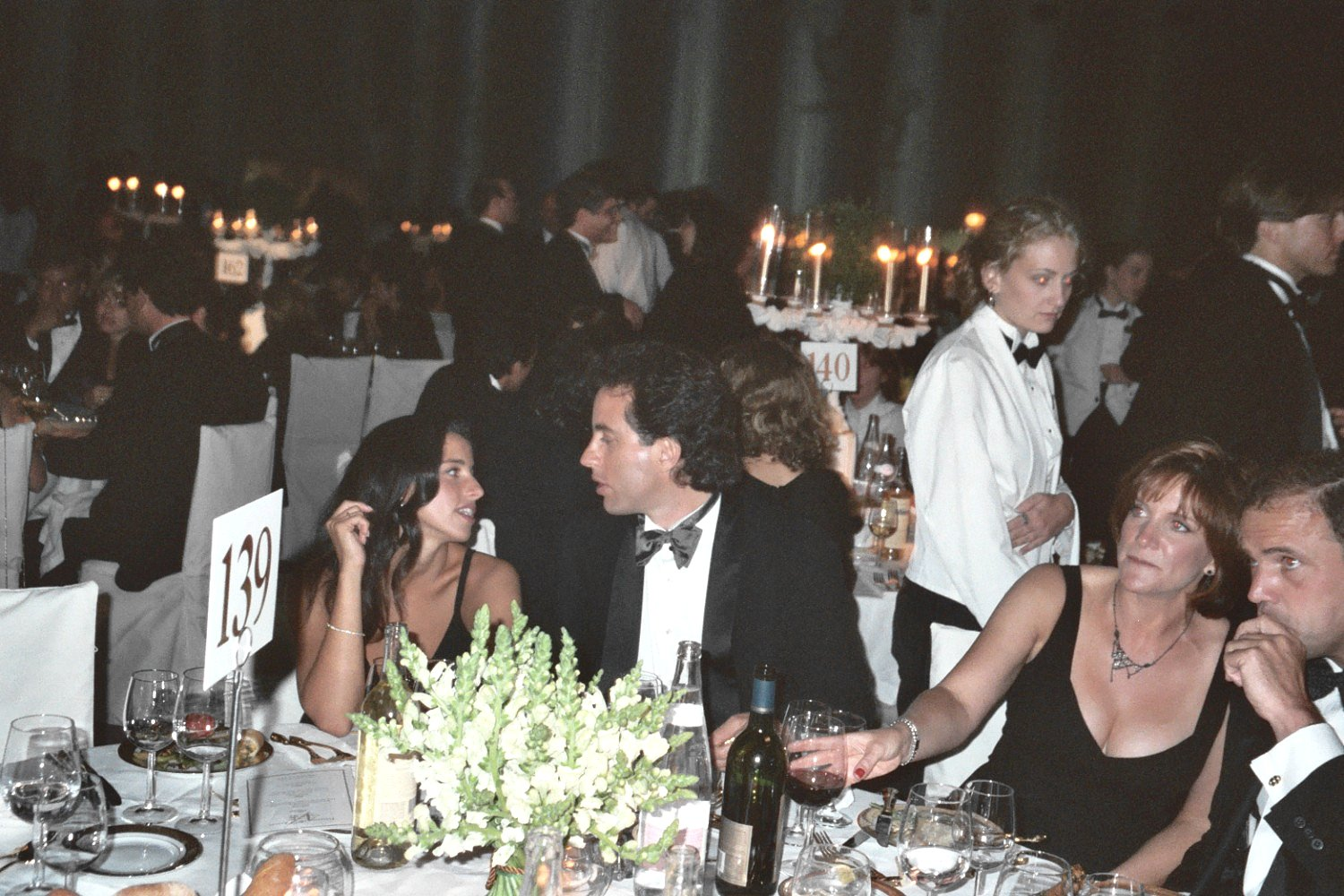
Jerry Seinfeld et Shoshanna Lonstein aux Emmy Awards, 1995.

## Analyse

### Représentation de New York
Parmi les nombreuses séries télévisées se déroulant à New York, Seinfeld est reconnue comme la première à avoir dépeint la ville de façon hyperréaliste. La série définit donc l'image du New York des années 1990 avec une vision aseptisée, en contraste total avec ce que proposaient des films comme Taxi Driver et Wall Street dans les années 1970 et 1980 ; les passants, les rues et les bâtiments sont propres, et les gens sont généralement calmes. Si Seinfeld tend cependant à ne pas montrer beaucoup de lieux emblématiques de Manhattan, l'image que la série a créé renvoie un effet de carte postale commerciale qui empêche de vraiment connaître New York. Le fait que cette image ait été reprise dans d'autres séries, comme notamment Friends, a participé à amplifier cet effet à long terme.
Comme le dit Jerry Seinfeld : « les accents sont peut-être de Brooklyn, mais les corps sont tous à Burbank ». L'emplacement du tournage de la série, à Los Angeles, joue un rôle important dans l'image créée. La distance entre le lieu de tournage et le lieu où se passe l'action permet ainsi aux créateurs de se concentrer sur un petit élément de la ville en l'agrandissant. L'image renvoyée par le New York de Seinfeld est alors celle d'un quartier idéal, où les gens se sentent en sécurité. L'action se déroulant majoritairement dans l'appartement de Jerry ou dans un restaurant donne également des points de repères importants aux spectateurs. Ceux-ci auraient dès lors tendance à identifier ces lieux comme typiques à New York, ce qui se retrouve également dans Friends.

### Diversité des personnages
La série met en avant tout au long des neuf saisons de la série des personnages issus de milieux ethniques différents et qui ont des rôles actifs tels que les afro-américains avec Jackie Chiles, Sid et Larry, le propriétaire du Monk's Café, les hispaniques et latino-américains avec Antonio, Marcelino, Manny, Cedric et Bob, la communauté arabe avec Babu Bhatt et son frère, la communauté asiatique avec Ping et Cheryl Fong, la communauté indienne avec Winona et la communauté italienne avec Enzo, Gino et Poppie. Dans les années 1990, il était rare de voir des séries mélangeant des personnes de couleurs. Dans Seinfeld, les seniors avec Frank et Estelle Costanza, Morty et Helen Seinfeld, oncle Léon ou encore les membres de la famille Mandelbaum, les personnes atteintes de handicap avec Mickey Abbott, Tammy, Johnny Bigiano et Laura sont des personnages secondaires importants. Les seniors qui étaient à l'époque cantonnés aux rôles de second plan comme Mona Robinson de Madame est servie et Sylvia Fine d’Une nounou d'enfer ont dans Seinfeld ont des rôles récurrents.

### Des thèmes plus sérieux
Les scénarios de Seinfeld se basent sur la vie quotidienne et ses tracas mais aussi sur des thèmes plus sérieux comme le handicap, le racisme, l'avortement, le cancer ou l'homosexualité avec l'épisode La Petite Odeur (The Smelly Car) où apparaît un couple lesbien, l'épisode En être ou ne pas en être (The Outing) avec lequel, la série a reçu en 1994, un GLAAD Media Awards et la présence sur plusieurs épisode, du couple Cedric et Bob.
Il était prévu de réaliser un épisode intitulé Le Pari (The Bet), qui devait aborder le sujet de la possession d'armes. Dans cet épisode, Jerry Seinfeld achète une arme de poing. Les acteurs ont commencé la lecture du script avant de l'annuler. Il s'est passé beaucoup d'autres choses, mais essayer de rendre cela drôle n'a finalement pas été amusant, précise Jerry Seinfeld.

## Autour de la série

### Genèse des scénarios
Pendant la saison 2, lors de l'épisode 12 La Vengeance (The revenge), George Costanza se venge de son patron, avec l'aide d'Elaine Benes, après avoir quitté son emploi chez Rick Barr Properties et s'être vu refuser de reprendre son poste. Basé sur les propres expériences de Larry David, ce scénario est repris par Ange Postecoglou, entraineur du Tottenham Hotspur Football Club qui explique qu'il n'a pas encore discuté de son avenir à Tottenham après avoir guidé les Spurs vers un premier trophée en 17 ans, mais a plaisanté en disant qu'il se présenterait de toute façon la saison prochaine.
Pendant la troisième saison de Seinfeld, alors que Julia Louis-Dreyfus était enceinte de cinq mois, Jerry Seinfeld a proposé à cette dernière, d'inclure dans les scripts qu'Elaine ne faisait que grossir pendant la saison 3. La requête fut refusée par Julia Louis-Dreyfus qui a été profondément offensée au point qu’elle ait éclaté en sanglots. Au lieu de cela, Elaine a passé la majeure partie de la saison à se cacher derrière une série de cartons bien placés, de pulls en laine et de gros manteaux d'hiver épais. Ils reviendront ensuite sur l’incident lors de l’apparition de Louis-Dreyfus dans la série à succès Comedians in Cars Getting Coffee de Jerry Seinfeld, admettant que c’était une excellente idée et nous aurions dû le faire.
Pendant la troisième saison de Seinfeld, Larry David a écrit l’épisode Le Stylo (The Pen), épisode dans lequel on remarque l'absence des personnages Kramer et George. C’est à ce moment-là que Jason Alexander a pratiquement menacé de quitter la série. Jason Alexander a levé le voile sur l'incident lors d'une interview avec Access Hollywood. Lorsque Seinfeld a commencé, la carrière de Jason Alexander au théâtre, sur les scènes de New York était très fructueuse et c'est ce qu'il pensait pouvoir faire toute sa vie. Après qu'un épisode fut écrit, Jason Alexander est revenu la semaine suivante et a dit à Larry David que ce dernier pouvait continuer de faire des épisodes sans lui. Que si Larry David, n'a plus besoin de lui, il voudrait tout aussi bien rentrer chez lui et faire ce qu'il avait envie de faire. Larry David a évidemment pris l'avertissement au sérieux. Jason Alexander est revenu en tant que George la semaine suivante et figurait dans chaque épisode de Seinfeld par la suite.
Un épisode a été un sujet de discorde pour les dirigeants de la chaîne NBC. Selon le New York Post, l'épisode qui a suscité le plus d'inquiétudes parmi les plus haut placés de la chaine était Faim cruelle (The Chinese Restaurant), un épisode considéré par la plupart des fans comme le premier vrai classique de la série. Le directeur de la chaîne NBC, Rick Ludwin et l’associé de la programmation, Jeremiah Bosgang, ont eu une opinion différente. Bien qu'ils se soient classés parmi les plus ardents partisans de Seinfeld, ils ont eu du mal à comprendre l'idée d'un épisode dans lequel la distribution attendait une table dans un restaurant chinois en temps réel. En fait, ils étaient tellement inquiets d’essayer de rationaliser l’épisode sans intrigue aux patrons de la NBC qu’ils envisageaient vraiment de mettre fin à la production. Cependant, Larry David a insisté sur le fait que l'épisode était « dans l'esprit de la série ». Il est resté en place et le reste, comme on dit, appartient à l'histoire.
L’épisode de la huitième saison Danse avec les fous (The Little Kicks) fait partie des favoris des fans grâce aux mouvements de danse mémorables de Julia Louis-Dreyfus. Cependant, ces horribles danses ont suscité une certaine inquiétude parmi les rédacteurs de la série, dont certains craignaient de mettre fin à la carrière de l’actrice. Larry David n’avait jamais été fan de cet épisode, qui n’avait reçu le feu vert que lors de la huitième saison de la série, après son départ. Cela n'a fait qu'ajouter à la nervosité sur le tournage. Spike Feresten a déclaré au journal The Huffington Post, avoir assisté à ces répétitions et pendant lesquelles la productrice et scénariste, Jennifer Crittenden, l'a écarté après que Julia ait fait la danse pour la première fois et lui a dit « Êtes-vous sûr de ne pas ruiner la carrière de Julia Louis-Dreyfus ? » en pensant aux conséquences que cela aurait si Spike Feresten faisait part à ses lecteurs au sujet de cette danse. Heureusement, cet épisode s’est avéré être un succès, Louis-Dreyfus remportant un Emmy Award.
L'épisode La Fête portoricaine (The Puerto Rican Day) a été critiqué pour l'incident du drapeau brulé, mais aussi pour la représentation négative des Portoricains, comme la scène où une foule en colère endommage la voiture de Jerry. L'épisode a déclenché des lettres de colère, des protestations devant le Rockefeller Center de New York et des plaintes d'activistes portoricains. NBC s'est officiellement excusé pour l'épisode. Plus tard, l'épisode a été rediffusé à partir d'août 2002 car Sony Pictures Television, qui distribue la série, a déclaré que le temps avait passé depuis les protestations.